# Beleg van Breda (1624-1625)
Het Beleg van Breda was de belegering van de stad Breda tijdens de Tachtigjarige Oorlog. Deze sterke vestingstad, gelegen in Staats-Brabant in de Republiek der Zeven Verenigde Nederlanden aan de grens met Spaans hertogdom Brabant, werd in 1624 en 1625 belaagd door Spaanse troepen onder leiding van Ambrogio Spinola. Verovering van Breda zou de Spanjaarden een uitvalsbasis verschaffen om gemakkelijker andere Staatse steden te veroveren en het gevaar voor de Spaanse steden verminderen. Verder wilde Spinola Spanjes eer herstellen en zijn reputatie als veldheer redden. Beide hadden aanzienlijke schade geleden na het mislukken van het Beleg van Bergen op Zoom en het gedrag van de Spaanse troepen na de geslaagde list met het turfschip van Breda.
Spinola verraste door laat in het seizoen de stad te belegeren. Snel werd de stad omsingeld en met een circumvallatie en een contravallatielinie afgesloten. Prins Maurits, en later zijn opvolger Frederik Hendrik, kwamen Breda te hulp door de bevoorrading van de Spanjaarden te verstoren en door te proberen de stad te bevoorraden en te ontzetten. Hun pogingen liepen echter op niets uit en de stad moest zich na een beleg van 11 maanden op 2 juni 1625 overgeven vanwege het gebrek aan voedsel onder de burgerbevolking en de uitzichtloosheid.

## Voorgeschiedenis

### Na het Twaalfjarig Bestand
De jaren na het Twaalfjarig Bestand behoren tot de somberste in het bestaan van de Republiek der Zeven Verenigde Nederlanden. De economie van de Republiek stond onder zware druk door Spaanse rivierblokkades op de Waal, Maas, Rijn, Schelde en Eems. Ook de verhoogde activiteit van de Duinkerker kapers, aanvallen op de haringvloot, Spaanse aanvallen in West-Indië en de teruglopende handel met het Iberisch Schiereiland, de Levant en het Baltisch gebied droegen bij aan de economische teruggang. Spanje had de Republiek in de tang van Vlaanderen tot Lingen en om de verdedigingsgordel te kunnen behouden moest het Staatse leger worden versterkt van 30.000 man tot 48.000 man. Dat kostte veel geld, zodat de belastingen verhoogd moesten worden.
Bovendien raakte de Republiek ook in een diplomatiek isolement. Frankrijk en Engeland, die met de Republiek in 1596 nog een alliantie hadden gevormd, sloten vrede met Spanje en ook de betalingen uit die landen stopten. Daarnaast bleven de Nederlandse betalingen aan de protestantse legers in het Heilige Roomse Rijk gedurende de Dertigjarige Oorlog doorgaan om te voorkomen dat de legers van de Katholieke Liga aan de landsgrenzen kwamen.
Prins Maurits liet – om verwarring te veroorzaken en om tijd te winnen – geheime boodschappen uitlekken over mogelijke vredesonderhandelingen met Spanje. Hoewel niet van plan serieus te onderhandelen, deed de Republiek alsof zij dit was om ondertussen – terwijl de onderhandelingen voortduurden – op sterkte te komen. De Spanjaarden wilden wél een langdurig bestand sluiten, want Spanje was financieel ook verzwakt. Toch wilde ze pas praten als twee harde eisen ingewilligd zouden worden; het openstellen van de rivier de Schelde en godsdienstvrijheid voor de katholieken in de verenigde provinciën. Deze eisen maakten alleen een kans om ingewilligd worden als de Republiek onder druk kon worden gezet. Sommige raadsheren van koning Filips IV vonden dat Spanje moest gaan onderhandelen over een bestand, maar Gaspar Olivares, een invloedrijk man aan het Spaanse hof, meende dat Spanje niet sterk genoeg zou staan bij eventuele onderhandelingen.
Maurits en het gewest Holland wilden na het bestand verdergaan met het voeren van oorlog, terwijl de overige gewesten vanwege de hoge lasten de voorkeur gaven aan vrede met Spanje. De Republiek koos voor een verdedigende strategie, waarmee het initiatief voor een aanval aan de Italiaanse strateeg in Spaanse dienst Ambrogio Spinola werd gegeven. Maurits vertrok met zijn leger naar het oosten van het land, omdat hij aanvallen verwachtte vanuit de Spaanse steden Groenlo, Oldenzaal en Lingen. Spinola stuurde inderdaad zijn generaal Hendrik van den Bergh met een leger naar het oosten en toen Maurits vervolgens met zijn troepen naar de Schenkenschans marcheerde, sloeg Spinola het beleg om Bergen op Zoom. Omdat Maurits bleef vrezen voor de oostelijke grens, stuurde hij na twee weken een klein deel van zijn leger naar die stad en ging pas eind september zelf met de rest van het leger naar het zuiden, waarna Spinola het beleg moest opbreken.
Nu ging Maurits niet het vluchtende leger van Spinola achterna, maar trok hij met vierhonderd schepen richting Hulst of Antwerpen. Door de slechte weersomstandigheden werd zijn tocht echter een grote mislukking. Toen in 1624 Hendrik van den Bergh opnieuw met een deel van het leger naar het oosten van de Republiek trok, gevolgd door Maurits, maakte Spinola zich in Brussel op voor zijn laatste belegering in de Nederlanden.

### Spaanse motieven
Er waren verschillende motieven om Breda te belegeren. Spaans Brabant zou beter beschermd zijn, wanneer Breda veroverd zou worden, doordat vanuit de sterke frontstad de Nederlanders regelmatig invallen deden in Spaans Brabant. Daarnaast zouden naburige steden in Staatse handen als Bergen op Zoom voor de Spanjaarden eenvoudiger te veroveren zijn met een steunpunt als Breda.
Een andere belangrijke reden was het gedeukte prestige van het Spaanse leger. In 1590 was Breda door de list met het turfschip veroverd op Spanje waarbij het Spaanse leger, bestaande uit Spanjaarden maar ook Italianen, zich niet heldhaftig gedragen had: ondanks hun numerieke overmacht waren ze na de verrassing door de Staatse soldaten smadelijk op de vlucht geslagen. Deze schandvlek zou met de verovering van een goed verdedigde stad als Breda uitgewist kunnen worden. En Spinola zelf voelde de mislukking van het beleg van Bergen op Zoom van 1622 als een smet op zijn blazoen.
Bovendien wilde Spanje sterk staan in de onderhandelingen over een mogelijke vrede. Door een verovering van Breda zou Spanje hardere eisen kunnen stellen over de godsdienstvrijheid voor katholieken in de Republiek en de opheffing van de blokkade van de Schelde.

## Situering

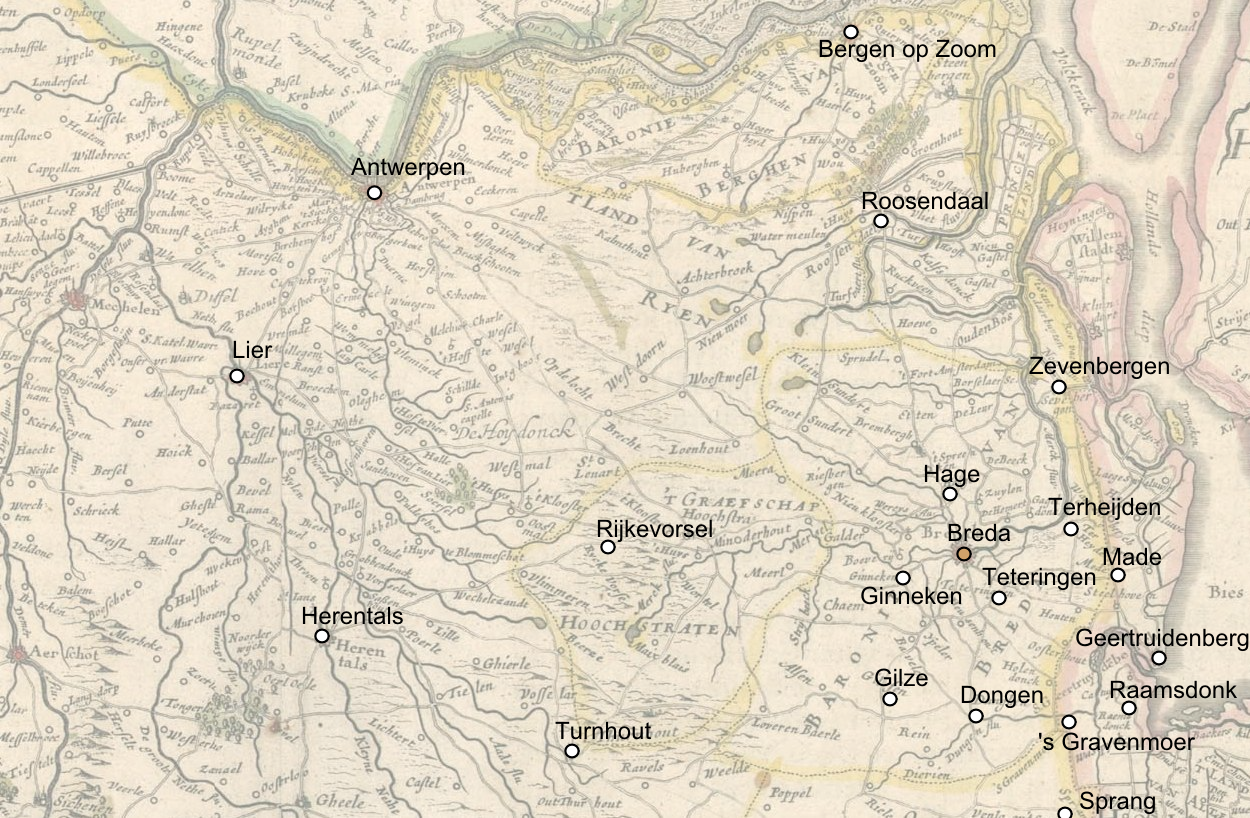
De ligging van Breda. Het noorden is aan de rechterkant

### Vesting Breda
Breda was een van de sterkste steden in de verdedigingslinie van de Republiek tussen het Staatse Holland en Spaans Brabant. De stad was strategisch gelegen aan een bevaarbare rivier, de Mark, en verschillende wegen.
Hendrik III van Nassau, die van 1509-1538 heer van Breda was geweest, had in opdracht van keizer Karel V door Europa rondgereisd. In Italië was hij in aanraking gekomen met moderne verdedigingswerken. Daardoor geïnspireerd liet hij de middeleeuwse ommuring van Breda in 1531 vervangen door een volgens de nieuwste inzichten versterkte vesting. Later in 1587 en 1622 werden de verdedigingswerken nog eens uitgebreid.

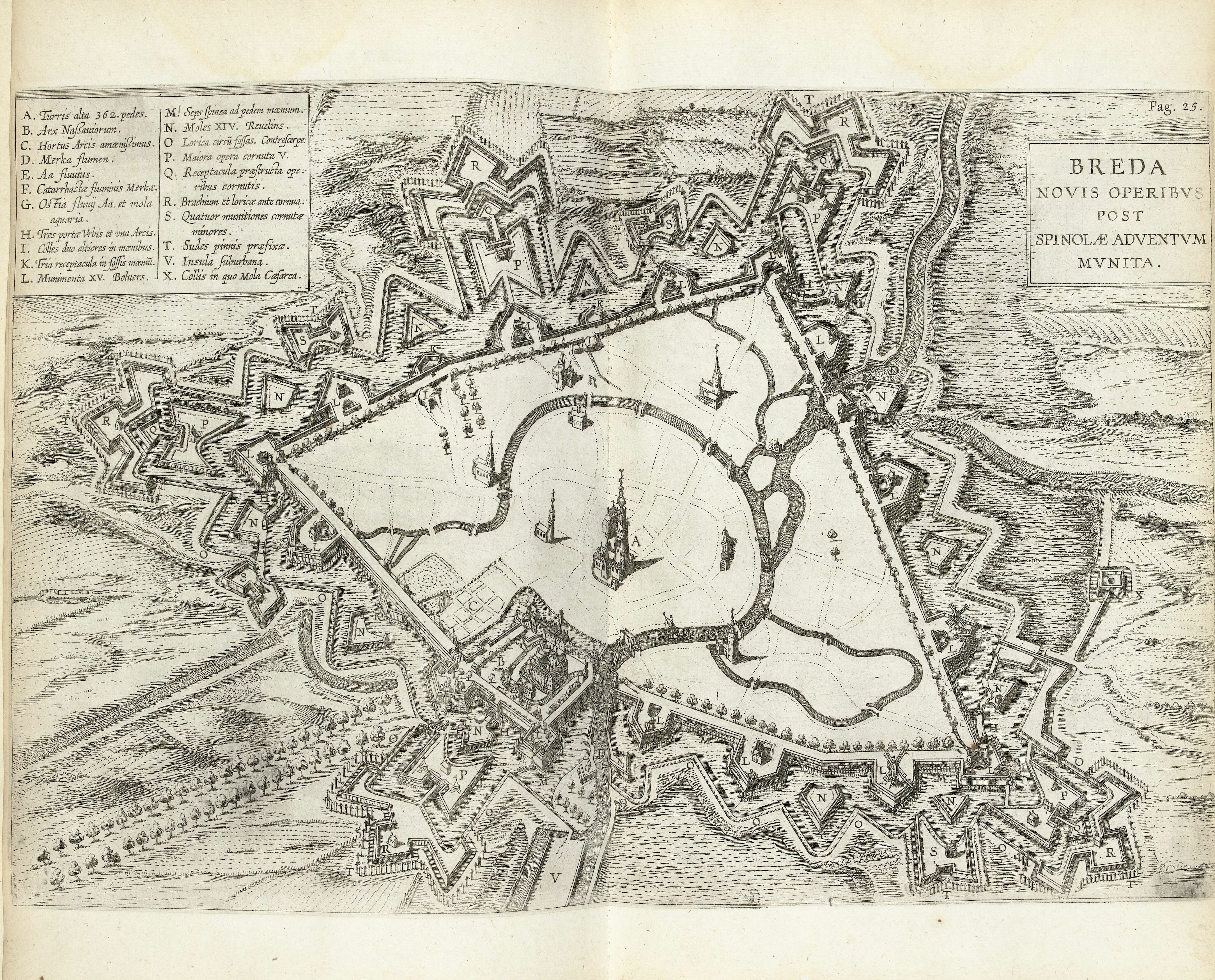
Kaart van Breda en de verdedigingswerken, uit omstreeks 1625/1626.

De vesting Breda bestond uit een zeer hoge aarden hoofdwal met vijftien bastions en tegen de gracht een lage onderwal met een bedekte weg. Op twee courtines waren katten aangebracht. De 55 tot 117 meter brede gracht was anderhalve meter diep en werd gevoed met water uit de rivier de Mark, die via een doorgang in de wal door de stad stroomde. De toegang tot de stad was mogelijk door vier bakstenen stadspoorten. In de gracht waren halvemanen en ravelijnen aangebracht. Voor de poorten en voor het klooster Sint-Catharinadal werden hoornwerken opgeworpen, waar de troepen werden geplaatst die een uitval vanuit de vesting moesten doen. Voor de hoornwerken werden palissades aangelegd om bestorming door ruiters en voetvolk te bemoeilijken; tevens werd zo desertie voorkomen. De grachten van de hoornwerken waren 23 meter breed. De vestingwerken in het geheel bevonden zich in voortreffelijke staat en waren een schoolvoorbeeld van krijgskunde en vestingbouw.
In de omgeving van Breda vormden de bossen een obstakel voor ruiters en artillerie, en bij een hoge waterstand van de Mark ook voor het voetvolk. De rivieren de Mark en de Aa en andere stromen vormden een hindernis voor belegeraars. Door een inundatiesluis nabij de Ginnekense poort te openen kon het gebied ten zuiden van Breda onder water gezet worden. Aan de noordkant had een sluis nabij het dorp Terheijden die functie.
Omdat de Staten van Holland wisten dat Spanje wellicht een poging zou wagen om Breda te veroveren, lieten zij de stad bevoorraden met levensmiddelen en wapens, genoeg voor een beleg van een jaar. Het stadsbestuur weigerde echter meer voedsel in te slaan dan nodig was voor een beleg van negen maanden. Niemand wist welke tactiek Spanje zou toepassen; daarom werd er ook rekening gehouden met een bestorming. Om te zorgen dat Spinola niet genoeg soldaten zou kunnen vrijmaken voor een bestorming, werd een Staats leger in de buurt van Breda gehouden.

### Garnizoen in Breda
Het garnizoen in Breda bestond in vredestijd uit zeventien compagnieën die elk bestonden uit 65 man voetvolk en vijf eskadrons van elk zeventig ruiters. Toen het gerucht ging dat de stad belegerd zou worden, werden de eskadrons aangevuld met nog eens dertig ruiters per eskadron. Het voetvolk werd aangevuld met 28 compagnieën van 135 man. Om voedsel te besparen werden kort voor de omsingeling drie eskadrons naar Geertruidenberg gestuurd. De uiteindelijke troepenmacht bestond inclusief de kasteelbezetting van circa 100 man uit ongeveer 5200 soldaten. De mannelijke inwoners van Breda tussen de 20 en 70 jaar, zo'n 1800 man sterk, werden ook bewapend om de soldaten te ondersteunen.
De gouverneur van de stad was Justinus van Nassau (1559-1631), een buitenechtelijke zoon van Willem van Oranje. Zijn plaatsvervanger was Cornelis Dyrcx van Oosterhout, maar diens rol was tijdens de belegering onbelangrijk.
Naast de soldaten verbleven ook andere lieden in de stad. Uit de omgeving waren boeren naar de stad gekomen om bescherming te zoeken tegen de Spanjaarden. Verder verbleven in de stad burgers en soldatenvrouwen en -kinderen. De taak van de soldatenvrouwen was het koken en wassen voor de soldaten alsook het verzorgen van zieken en gewonden. Het totaal aantal inwoners in de stad bedroeg 13.111, en zij waren gehuisvest in ongeveer 1200 huizen.

### Spaanse leger

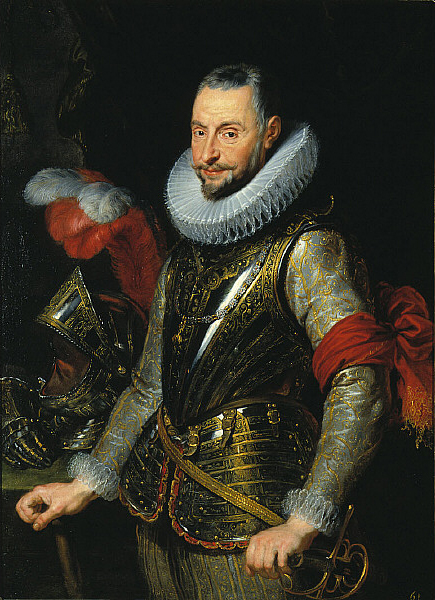
Ambrogio Spinola, opperbevelhebber van het Spaanse leger door Peter Paul Rubens. circa 1630

Door tegenstrijdige en onvolledige gegevens is het niet mogelijk de troepensterkte van het Spaanse leger precies te berekenen. Op 30 september was het aantal waarschijnlijk 40.000 man. Het leger werd steeds versterkt tot maar liefst zo'n 80.000 man op 2 mei 1625, van wie er ongeveer 25.000 gelegerd waren langs de bevoorradingscorridor. 25.000 man werden gebruikt voor de insluiting van de stad en 30.000 dienden als algemene reserve.
Dit was, volgens de tekst op de kaart van Blaeu: 

soo groot een heir, als men by mans gedenckenis niet in Nederlant gesien hadt.

De samenstelling van het Spaanse leger was divers, zoals op de tabel te zien is. Het grootste deel bestond uit voetvolk, gevolgd door ruiters en een klein aantal kanonniers. De infanteristen waren uitgerust met een rapier en een 5 meter lange piek, of een rapier met een musket of met een haakbus. Daarnaast werd ook het vuurroer gebruikt als vuurwapen. De cavalerie was uitgerust met een lans en twee pistolen of met twee pistolen en een haakbus.
Het voetvolk werd vooral ingezet om de linies op te werpen en deze te bewaken en te verdedigen tegen een Staats ontzettingsleger en tegen uitvallen vanuit de stad. In de bevoorradingscorridor werd het voetvolk ingezet om de konvooien te beschermen. De cavalerie was mobieler dan de infanterie en werd daarom vooral ingezet om de omgeving te inspecteren en om de konvooien te beveiligen.
De kanonnen, die 10 schoten per uur konden afvuren, werden bediend door de kanonniers. Het precieze aantal van de Spaanse kanonnen is niet met zekerheid te zeggen, maar er waren er zeker meer dan 30. Verder waren er genietroepen die zich bezighielden met het bouwen van bruggen, het onderhouden van de wegen en andere activiteiten.
De opperbevelhebber van het Spaanse leger was Ambrogio Spinola (1569-1630), een militair strateeg afkomstig uit Italië. Zijn plaatsvervangers waren de regimentscommandanten Hendrik van den Bergh, die tevens commandant was van de bevoorradingscorridor, en Jan van Nassau-Siegen. De commandant van de reservetroepen was tot 31 oktober Spinola, daarna Carlos Coloma.
Spinola had de omgeving van Breda ingedeeld in vier vakken, omdat het gebied te groot was om zelf over alle troepen het bevel te voeren. De vier vakken met commandanten waren:
- Ginneken in het zuiden onder het commando van de Spanjaard Francisco van Medina;
- Teteringen in het oosten onder het commando van de uit Bourgondië afkomstige Claude de Rye, baron van Balançon;
- Hage in het westen onder het commando van de Duitser Ernst, graaf van Isenburg;
- Terheijden in het noorden, verdeeld in twee sectoren: Hartelbergen onder het commando van Paolo Baglione en Terheijden-dorp onder het commando van Carlo Roma, beiden Italianen.

## De belegering

### Opmars Spaanse leger

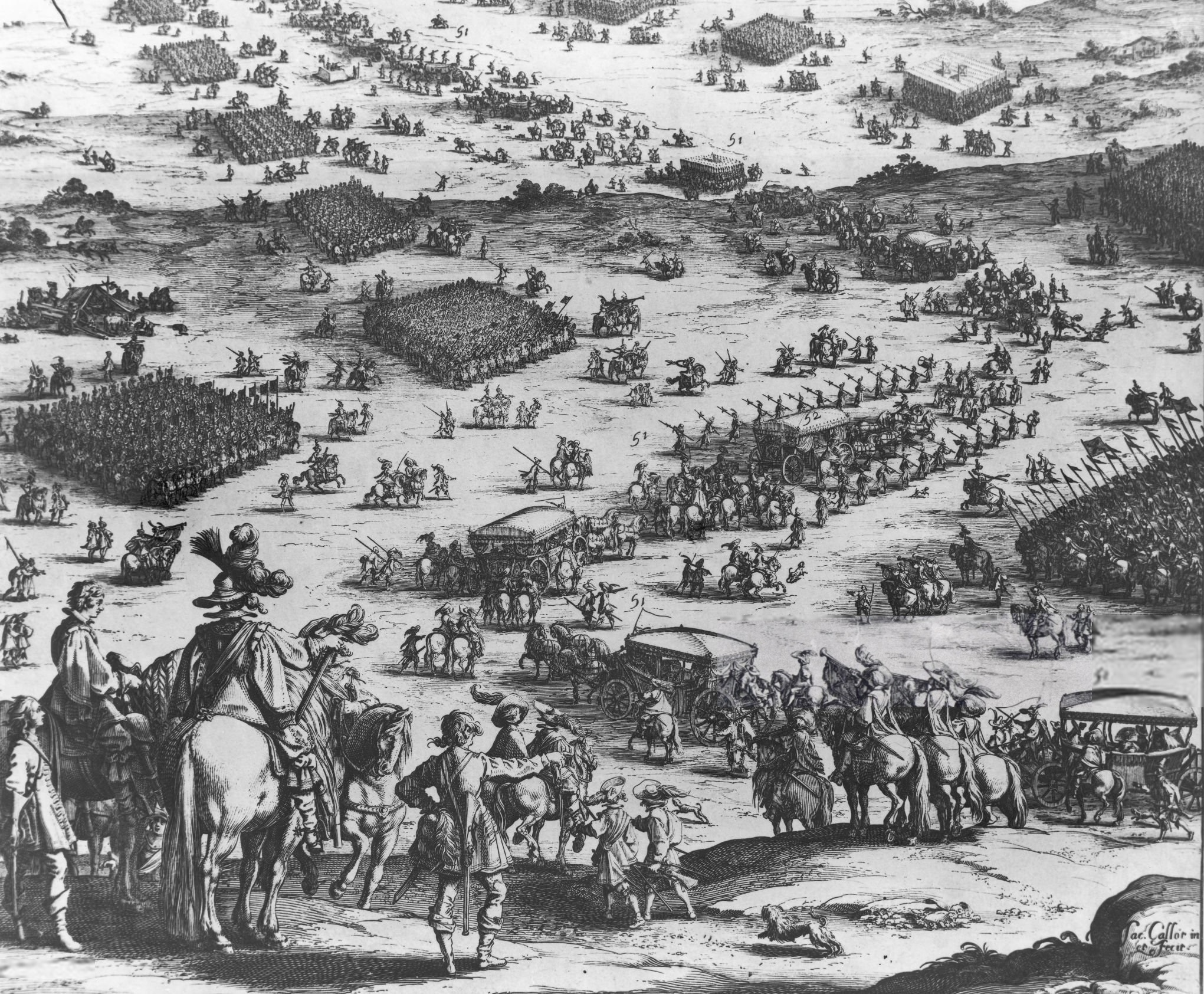
Dit detail van Le Siège de Bréda door Jacques Callot laat de opmars van het Spaanse leger zien.

Op 21 juli 1624 vertrok Spinola vanuit Brussel; na vijf dagen arriveerde hij voor Gilze. Om verwarring te veroorzaken voor zijn vijand splitste hij zijn leger op in drie delen: Spinola ging met het voetvolk naar Gilze, de ruiterij ging met de graaf van Salazar via een andere weg naar Gilze en Hendrik van den Bergh ging naar het oosten van de Republiek. Het leger werd gelegerd in een afwachtingsgebied (een gebied waar het leger verblijft in afwachting van inzet elders) tussen de dorpen Chaam, Baarle en Gilze. Door problemen met de aanvoer van levensmiddelen en droogte heerste er in het kamp voedsel- en waterschaarste.
In Holland maakte men zich niet druk om de Spaanse militairen nabij Breda, omdat er veel manschappen gelegerd waren in de vestingstad, terwijl de verdedigingswerken verder werden verstevigd. Ook het mislukte beleg van Bergen op Zoom speelde mee bij deze onderschatting. Daarnaast was het voor de Staatsen nog onduidelijk wat het plan van Spinola was. Zou hij Bergen op Zoom aanvallen, Breda of juist Grave? Lange tijd verbleef het Spaanse leger in het afwachtingsgebied. Sueyro schreef over deze lange aarzeling van Spinola dat:

Maurits er de gek mee scheert, terwijl de Staten erom lachen en het volk moed vat en ze zich te Amsterdam in de schouwburg vermaken.

Zelf wist Spinola namelijk ook niet zeker of hij Breda of Grave zou belegeren en het bespreken daarvan kostte veel tijd. Uiteindelijk werd voor Breda gekozen, ook omdat de Spanjaarden niet te ver naar het noorden wilden gaan, voor het geval de oorlog met Frankrijk zou worden hervat. Toen Spinola er troepen op uitstuurde en het gebied liet versterken met de winter op komst, het was immers al laat in het seizoen, dachten veel mensen in Holland dat het gevaar van een belegering van Breda was geweken. Het tegendeel bleek het geval toen Spinola op 24 augustus toestemming kreeg van landvoogdes Isabella om Breda aan te vallen.
De Spanjaarden zagen in dat de stad niet ingenomen kon worden door een list of door omkoping. Er bleven twee opties over: bestormen of uithongeren. Hoewel het door adviseurs werd ontraden, koos Spinola er toch voor om de bevolking van Breda door het insluiten en uithongeren te dwingen zich over te geven. Hij was zich ervan bewust dat het beleg waarschijnlijk niet voor de winter zijn vruchten kon afwerpen en dat de bevoorrading van zijn eigen manschappen vanuit Vlaanderen door de grote afstand voor problemen kon zorgen.

### Omsingeling
De belegerde stad moest volledig worden afgesloten, zodat er geen voedsel meer naar binnen kon worden gebracht en niemand er meer uit kon. Daarom omsingelde de belegeraar de stad door legerkampen op strategische plaatsen op te werpen, en het terrein tussen de legerkampen te bezetten, zodat niemand onopgemerkt de stad in of uit kon.

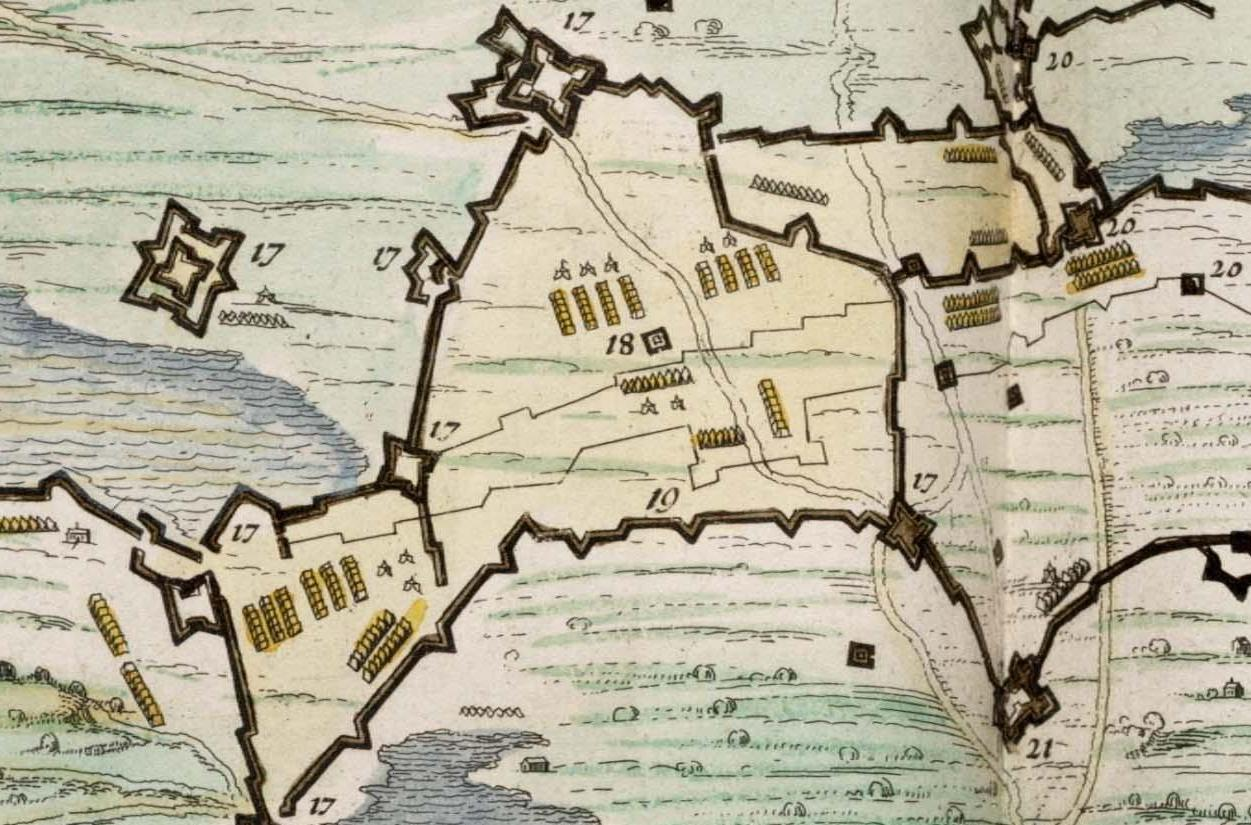
Legerkamp Teteringen
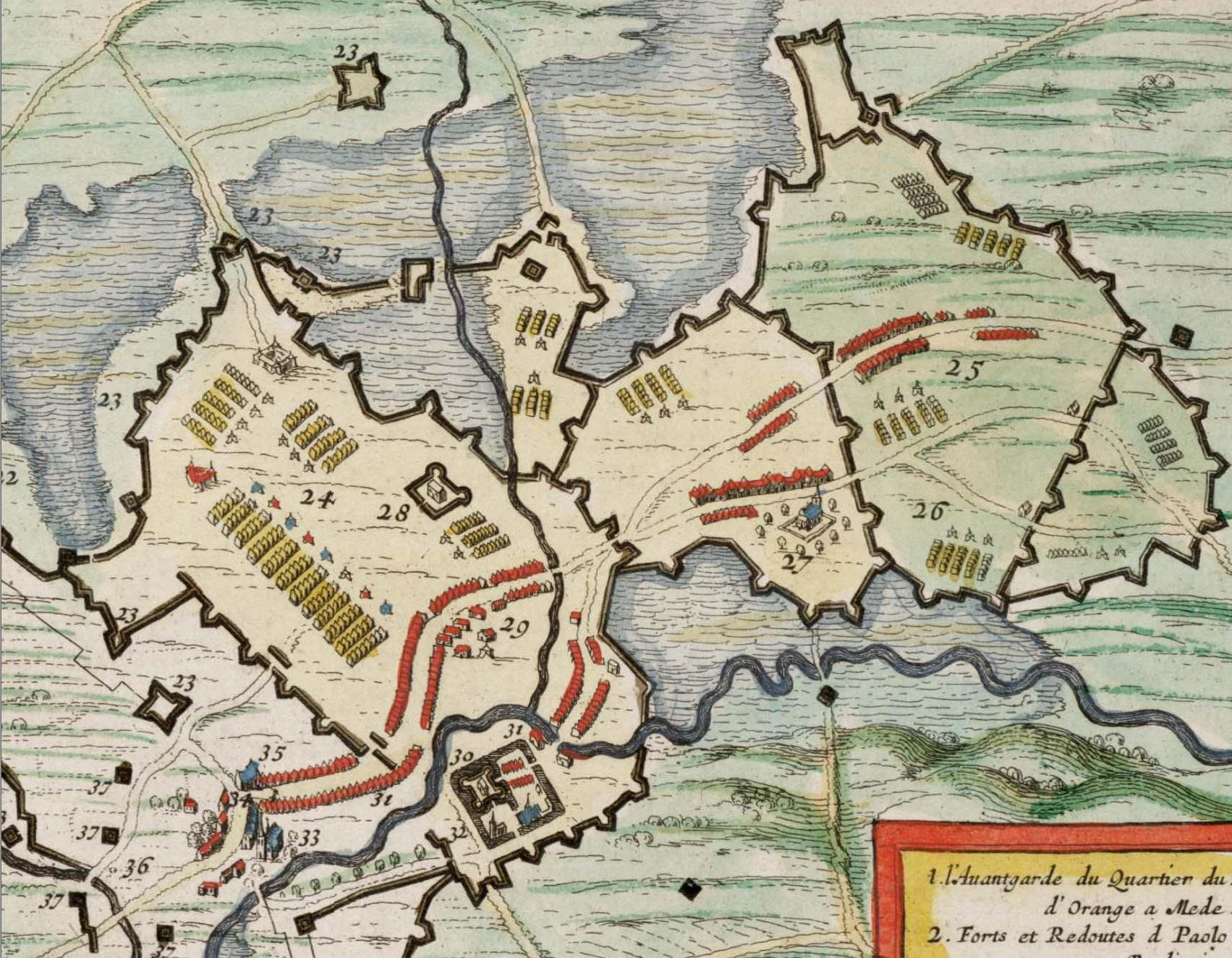
Legerkamp Ginneken
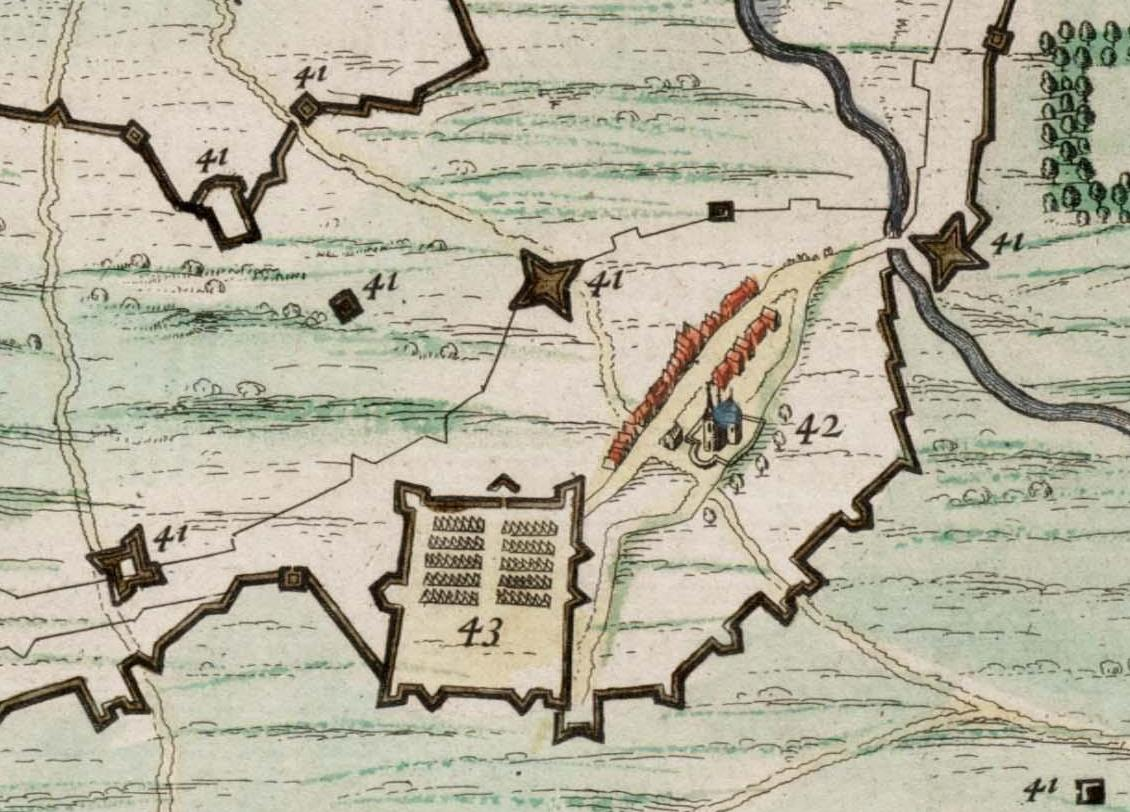
Legerkamp Hage
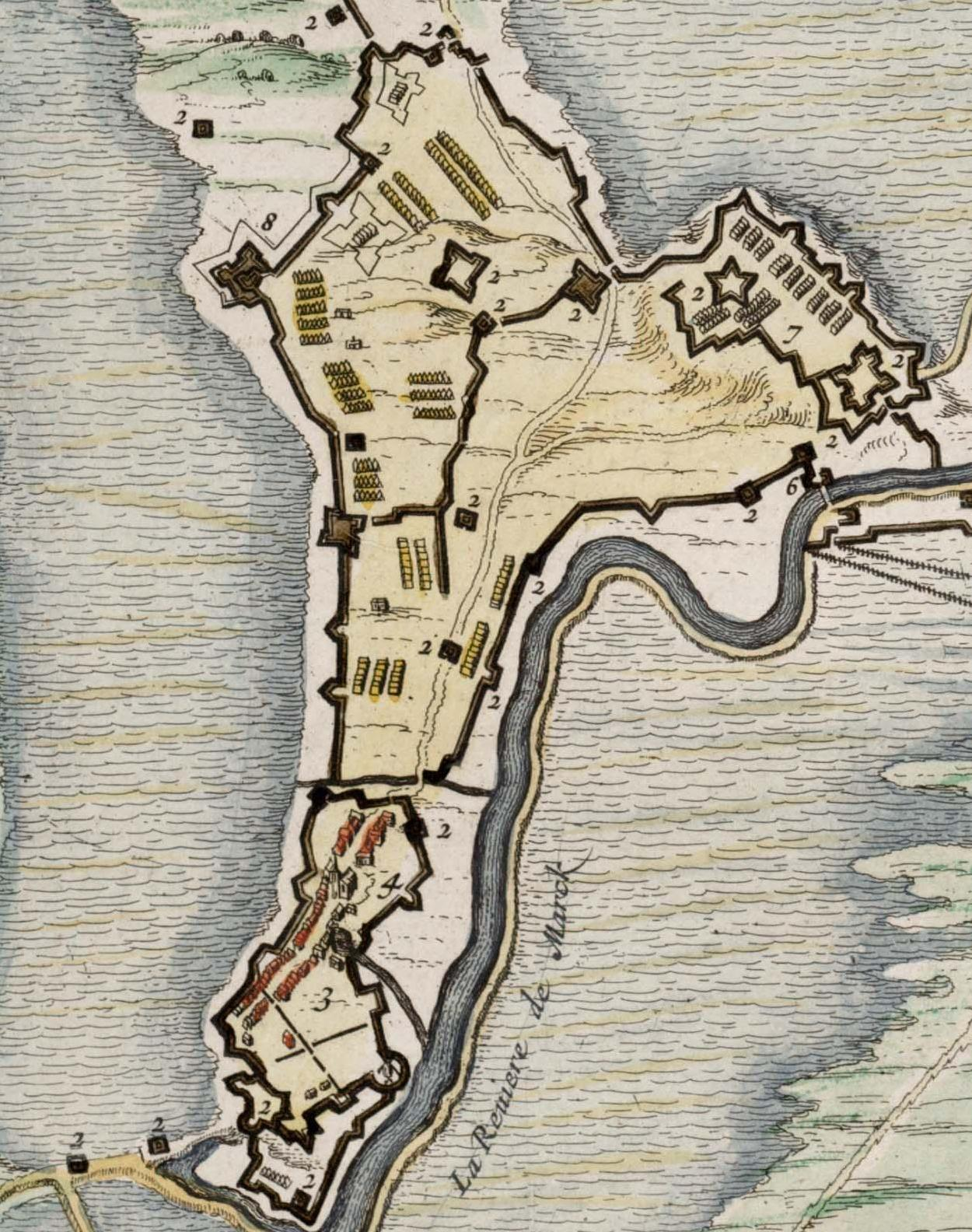
Legerkamp Terheijden met onder het dorp en rechtsboven de Hartelbergen

Op 26 augustus stuurde Spinola 's avonds De Medina eropuit met 4000 man voetvolk en 1000 ruiters vanaf het afwachtingsgebied naar Ginneken om het gebied te bezetten. Ginneken had een hoge prioriteit, omdat dit dorp moest gaan dienen als verzorgingsgebied. Gebouwen die voor dat doel gebruikt konden worden zoals de kerk, het kasteel, de brug en enkele huizen moesten snel bezet worden voordat ze vernietigd konden worden door het Bredase garnizoen.
Baglione werd er vrijwel tegelijkertijd op uitgestuurd, met 7.000 man voetvolk en een aantal ruiters, naar Terheijden. Daar werd een groot deel van het leger naar de Hartelbergen gestuurd, een ten zuiden van Terheijden gelegen rivierduin. Als reactie op deze bewegingen stuurde de Bredase gouverneur ongeveer 800 musketiers naar de Hartelbergen, die echter met kanonschoten en ruiteraanvallen werden verdreven.
Een dag later ging Spinola zelf met een leger van 10.000 man en bijna de hele ruiterij naar Ginneken. Deze troepen dienden als algemene reserve om eventueel ingezet te worden rond Breda of in de bevoorradingscorridor.
Tijdens de eerste dagen werden er door Spinola meer troepen ingezet dan nodig waren voor de insluiting, zodat de legerkampen sneller opgebouwd konden worden. Nadat de legerkampen bij Ginneken, Terheijden en de Hartelbergen gereed waren, konden de extra troepen worden ingezet voor het bezetten van andere gebieden en het inrichten van legerkampen. Zo werden er op 29 augustus troepen vanuit Ginneken naar Teteringen gestuurd en op 1 en 6 september troepen vanuit Ginneken, Teteringen en Terheijden naar het vak Hage.
De legerkampen werden ingericht op hoger gelegen gebieden net buiten de dorpen of gehuchten en waren omringd door een gracht en een wal. De soldaten werden gelegerd in hutten gebouwd van hout, leem en riet. Verder stonden er in alle kampen tenten waar waarschijnlijk de officieren verbleven. Grotere tenten werden mogelijk gebruikt voor stafbesprekingen of dienden als eetruimte.

### Insluiting

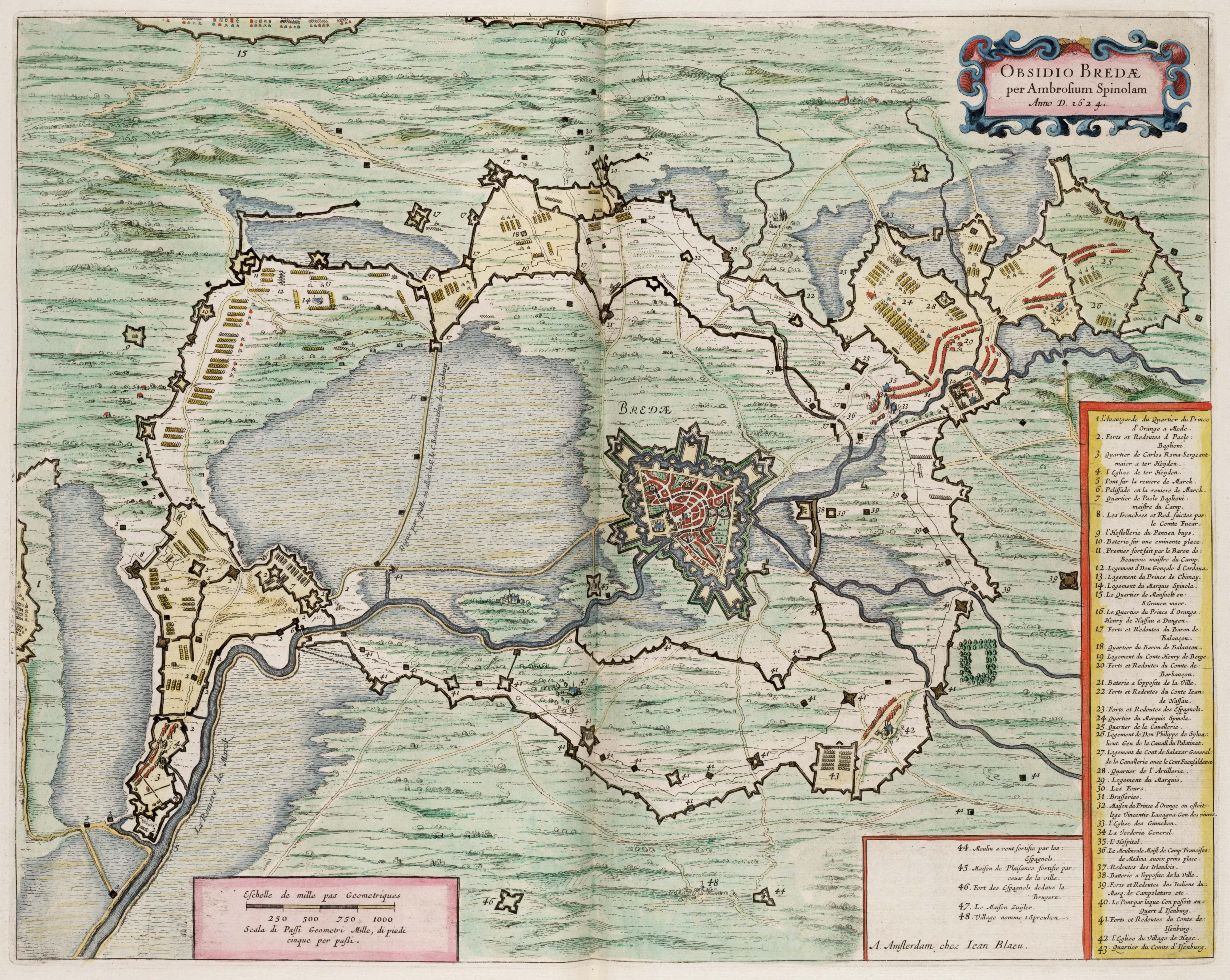
De belegeringswerken rondom Breda

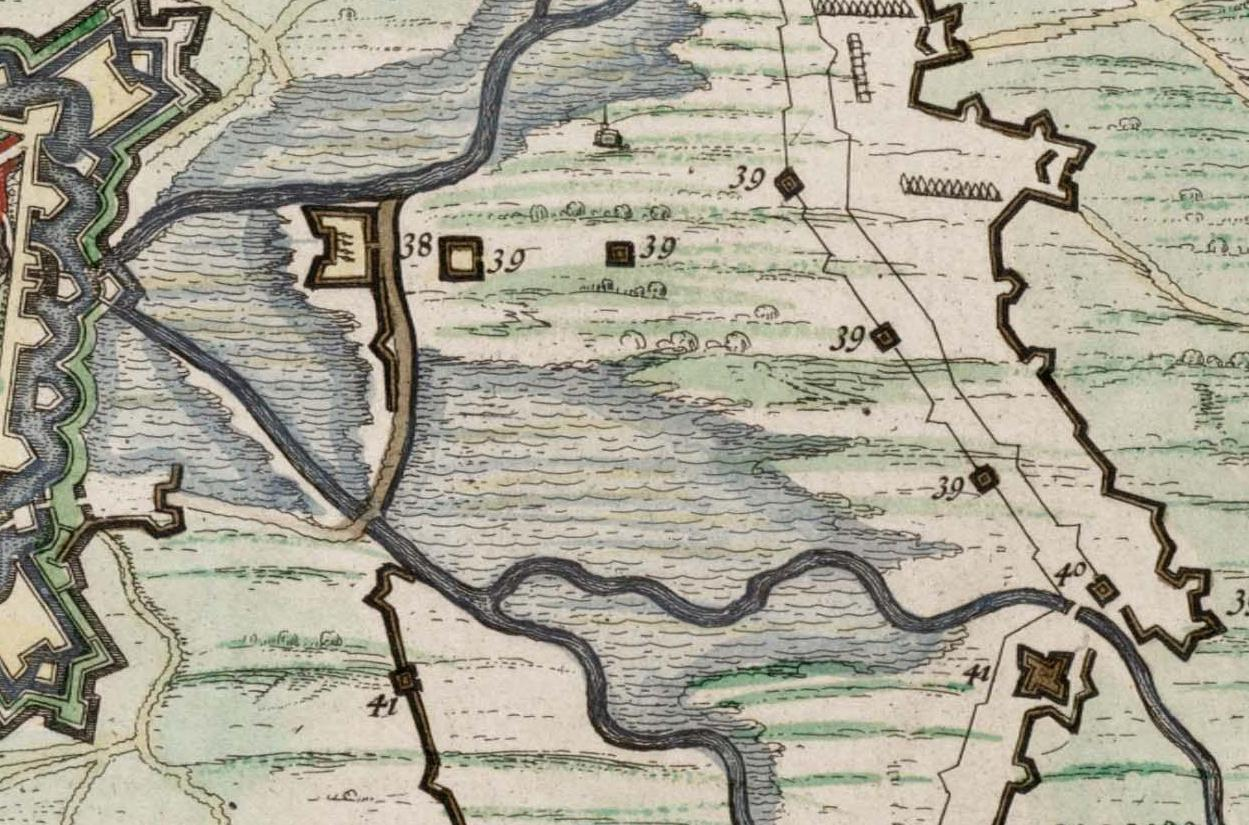
Detail van deze kaart: Uiterst rechts als een dikke lijn de definitieve circumvallatielinie, daarnaast als een lichte lijn de voorlopige circumvallatielinie. Links daarvan de voorlopige contravallatielinie. Verder naar links als een dikke lijn de definitieve contravallatielinie. Uiterst links de verdedigingswerken van Breda en de stad zelf

Na de omsingeling moest een contravallatielinie worden aangelegd om uitvallen vanuit de stad te kunnen weerstaan. Daarbuiten werd een circumvallatielinie aangelegd om aanvallen van een mogelijk ontzettingsleger te weerstaan, op zo'n 300 meter afstand. Eerst werden er snel voorlopige contra- en circumvallatielinies opgeworpen, want zonder deze barricades waren de Spanjaarden erg kwetsbaar. De voorlopige linies lagen dicht bij elkaar en hadden een borstwering van 5 voet hoog met ervoor een gracht van 7 voet breed en 6 voet diep. De grond die nodig was voor het opwerpen van de borstwering was afkomstig uit de tegelijkertijd gegraven gracht. De lengte van de voorlopige circumvallatielinie bedroeg zo'n 27 km en de contravallatielinie 22 km. Tussen deze twee linies kwam een rondweg waarover snel troepen verplaatst konden worden.
Om beter beschermd te zijn tegen vijandelijke aanvallen, werden een definitieve contra- en een circumvallatielinie opgeworpen die beide hoger en breder waren dan de voorlopige linies. De aanleg ervan duurde dan ook veel langer. De contravallatielinie met een lengte van 17 km lag dichter bij de stad, de circumvallatielinie van 39 km daarbuiten. De wal met borstwering van de circumvallatielinie werd 10 voet hoog, waarvan 5 voet voor de borstwering. De gracht voor deze wal was 7 voet diep en 20 voet breed. De contravallatielinie was iets minder groot: de wal was 8 voet hoog, inclusief een borstwering van 5 voet, de gracht die ervoor lag was ook 7 voet diep, maar 15 voet breed.
In de beide linies werden langs de toegangswegen aarden schansen gebouwd die bemand waren met soldaten en voorzien van geschut. Tussen de schansen werden redoutes gebouwd, die dienden als versterkte onderkomens voor soldaten die de wacht hielden. De schansen en redoutes werden met elkaar verbonden via een aarden wal met een gracht. Mocht de vijand komen, dan moesten deze verdedigingswerken standhouden totdat de eigen reserve een tegenaanval kon uitvoeren.
Het grondwerk dat verricht moest worden, werd door de soldaten zelf uitgevoerd. Dat was niet de gewoonte, en om de soldaten te motiveren werden de gemaakte uren goed uitbetaald, in tegenstelling tot de soldij, die slechts voor de helft werd betaald, en zelden op tijd.

### Bevoorrading

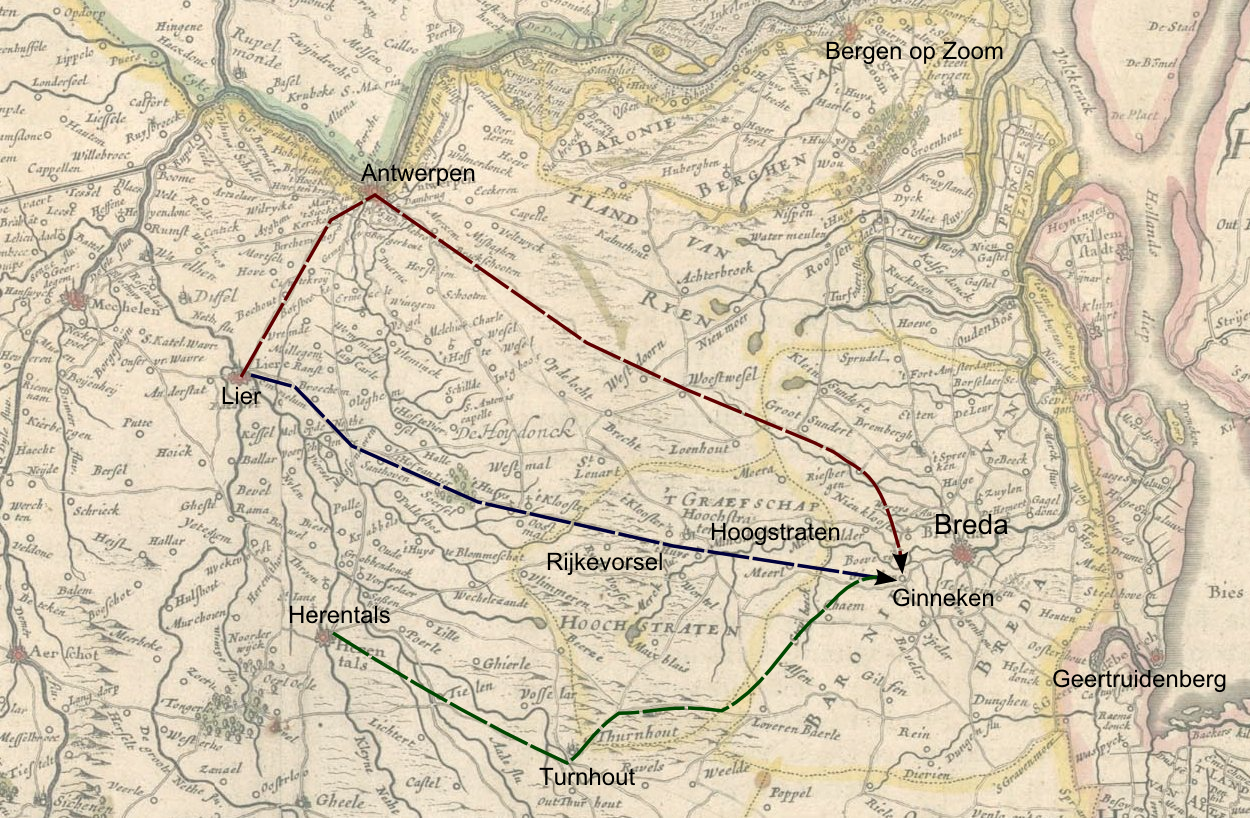
De aanvoer van levensmiddelen en krijgsmiddelen vanuit de magazijnen in Lier en Herentals naar Breda. De rode route werd gevolgd tot 23 oktober en de blauwe werd vanaf 23 oktober gebruikt. De groene route kwam in gebruik toen de magazijnen in Lier niet meer de benodigde goederen konden bergen. Het noorden is aan de rechterkant

De moeilijkste opgave voor Spinola was ongetwijfeld de kwetsbare aanvoer van zijn krijgs- en levensmiddelen vanuit het tegenwoordige België. Voertuigen met goederen moesten in konvooien rijden, onder begeleiding van een groot aantal soldaten, om aanvallen van Staatse troepen te weerstaan. Als de goederen regelmatig geroofd konden worden, dan moest het beleg worden opgegeven. Daarbij kwam dat de wegen vooral bij regen vrijwel onberijdbaar werden.
In het Brabantse Lier waren de belangrijkste magazijnen waar voedsel en andere goederen verzameld werden. Per paard en wagen werd het materiaal in konvooi met een maximale snelheid van 4 à 5 km per uur naar Antwerpen vervoerd. Daar werd de nacht doorgebracht vooraleer de reis naar het verzorgingsgebied Ginneken werd voortgezet. Deze route werd tot 23 oktober 1624 aangehouden, want op die datum verhuisde het Staatse leger van Made naar Bergen op Zoom, dat beter gelegen was om aanvallen uit te voeren op de konvooien. De Spanjaarden namen nu een nieuwe route, die verder van het Staatse legerkamp aflag, van Lier via een overnachting in Rijkevorsel naar Ginneken.

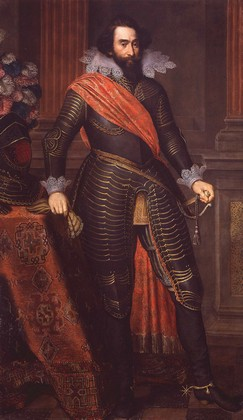
Hendrik van den Bergh, commandant van de bevoorradingscorridor

Omdat de magazijnen van Lier niet groot genoeg waren, werden er ook in Herentals magazijnen ingericht. De route liep via een overnachting in Turnhout naar Ginneken. Ook vanuit 's-Hertogenbosch gingen er af en toe konvooien naar Ginneken. Reizen gebeurde alleen overdag en, omdat de reis niet in een keer volbracht kon worden, werd er in versterkte plaatsen overnacht. In de winter echter waren de wegen slecht begaanbaar en was er maar 8 uur licht. Daarom werd er in de winterperiode via een overnachting op andere versterkte plaatsen omgereden.

#### Hendrik van den Bergh
Hendrik van den Bergh lag in de zomer van 1624 met zijn troepen in de buurt van Kleef. Hij wilde in eerste instantie Grave belegeren, maar dat bleek vanwege de periodieke overstromingen rondom Grave niet mogelijk. Wel veroverde hij andere minder belangrijke plaatsen als Kleef en Gennep. Op 9 augustus stak een Staats leger bij Nijmegen de Waal over waarop Hendrik van den Bergh met zijn leger richting Venlo trok. Het Staatse leger zette koers richting Breda, en Hendrik ging erachteraan. Op 24 september voegde hij zich bij Spinola, die hem eind oktober benoemde tot commandant van de bevoorradingscorridor. Daarvoor kreeg hij de beschikking over voetvolk, geschut en het grootste deel van de ruiterij; in totaal zo'n 25.000 man. Van den Bergh liet de soldaten patrouilleren en strategische punten zoals kruisingen en waterwegen bewaken. De konvooien zelf werden bewaakt door ruitereenheden die ervoor, aan de flanken en erachter reden. Naast de voertuigen liep het voetvolk en aan de kop en staart reed geschut mee.
Toch leden de belegeraars honger. Bij de capitulatie van Breda merkte de commandant van de algemene reserve, Coloma, op dat het Bredase garnizoen er beter aan toe was dan het eigen leger. De ondervoeding was een gevolg van diefstal van goederen onderweg, organisatorische problemen met de bevoorrading aan het begin van het beleg, Staatse overvallen en de slecht begaanbare wegen.

### Situatie in Breda

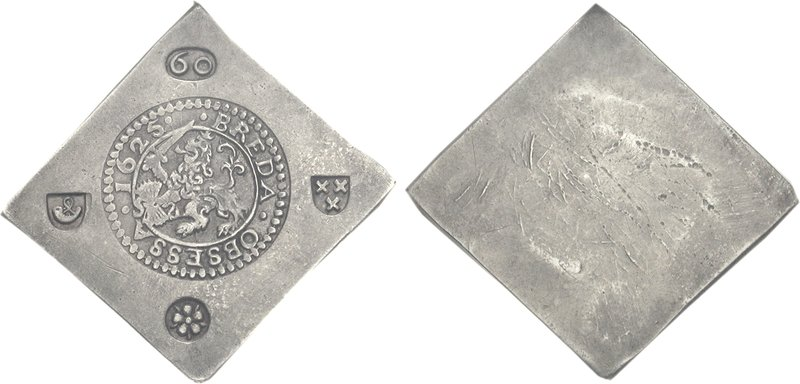
Noodgeld geslagen door het stadsbestuur van Breda in januari 1625

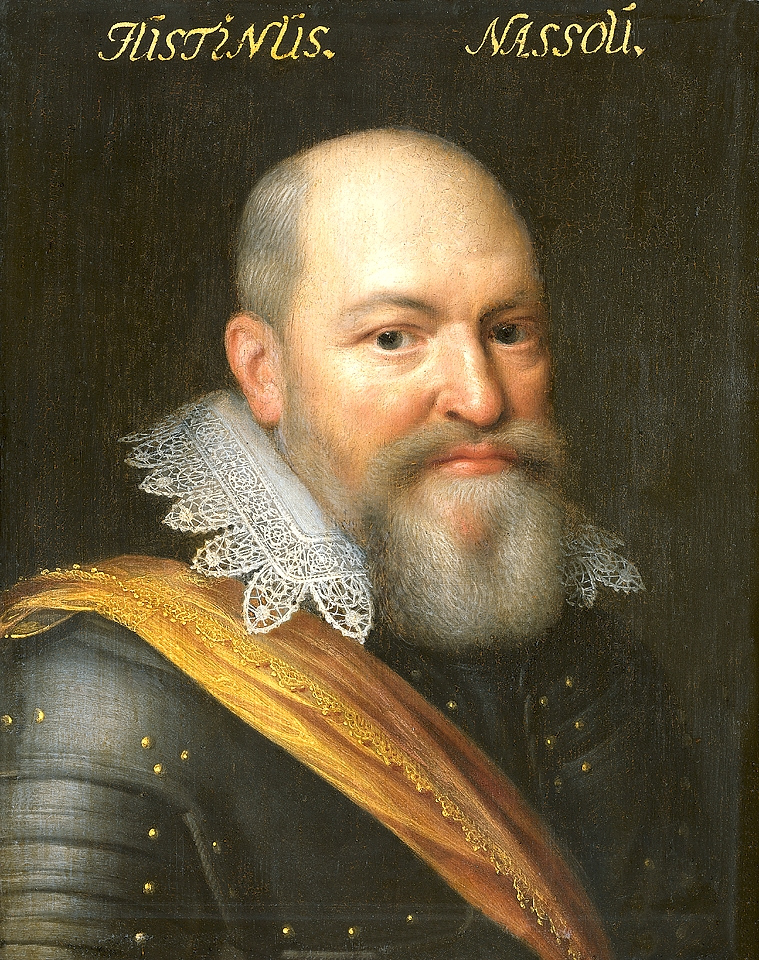
Justinus van Nassau, gouverneur van Breda

Er was ruim voldoende voedsel in voorraad, zodat het garnizoen geen honger leed tijdens het beleg, en er zelfs nog over was na de verovering. Ook de burgers moesten per persoon een jaarvoorraad aan voedsel inslaan, maar die voorraad was na negen maanden verbruikt. Waarschijnlijk was er al snel gebrek aan tabak en boter, gezien het aantal smokkelaars dat langs de Spaanse linies kon sluipen om deze lucratieve goederen te verhandelen. Vooral in het begin konden er goederen de stad ingesmokkeld worden, omdat de linies nog niet helemaal klaar waren. Naast goederen konden er ook inlichtingen van en naar Breda verstuurd worden. Later werd de smokkel en het versturen van berichten riskanter.
Toen de aanval op Breda naderbij kwam, brandde het garnizoen alle gebouwen rond de vesting plat en werden bomen en struiken omgehakt om een goed zicht te kunnen krijgen op het naderende Spaanse leger. Na de omsingeling deed het Bredase garnizoen in de eerste maand elke twee dagen een uitval op de Spanjaarden die de contra- en circumvallatielinies aan het aanleggen waren. Toen het Staatse leger van 1 tot 25 oktober bij Made verbleef, werden er eens per vijf dagen uitvallen gedaan, en daarna werd het eens in de vier dagen. Na 25 februari kwam het garnizoen niet meer in actie, althans volgens de beschrijving van Pier Francesco Pieri, een Italiaanse kapitein in Spaanse dienst. Deze beschrijving is weliswaar niet helemaal compleet, maar geeft toch een goed beeld van de activiteit van het garnizoen. De Hollandse geschiedschrijver Van der Hoeven bekritiseerde de manier van verdedigen van Justinus van Nassau. Volgens hem had Justinus veel meer uitvallen moeten doen in het begin, zodat het Spaanse leger geen tijd kreeg om de contravallatie- en circumvallatielinies op te werpen. Volgens Rooze en Eimermann was deze tactiek juist het idee van prins Maurits, die hoger in rang stond dan Justinus.

#### Noodmunten
Om te zorgen dat het garnizoen trouw bleef aan de gouverneur, moest het tijdig uitbetaald worden. Maar het garnizoen was groot, het beleg duurde lang, en de verbindingen met Holland waren afgesneden. Daarom vaardigde het stadsbestuur een bevel uit dat alle burgers hun zilverwerk moesten inleveren op het stadhuis, waar er verschillende soorten munten van werden geslagen. Zo kon het garnizoen toch uitbetaald worden. Er werden zes soorten munten geslagen, van zilver en van koper. De zilveren munten, van 60, 40 en 20 stuivers, werden in januari 1625 aangemunt. De intrinsieke waarde van het zilver was slechts de helft. De koperen munten van 2 en 1 stuiver werden in het voorjaar van 1625 geslagen.
Hoewel de bevolking niet omkwam van de honger, heersten er wel ziektes als dysenterie en scheurbuik in de stad door de grote bevolkingsdichtheid en de verminderende weerstand vanwege de voedselschaarste. De sterfte vanwege de belegering en ziektes was onder het garnizoen zo'n 38% en onder de burgerbevolking zo'n 34%.

### Staatse activiteiten

#### Dreiging vanuit Made

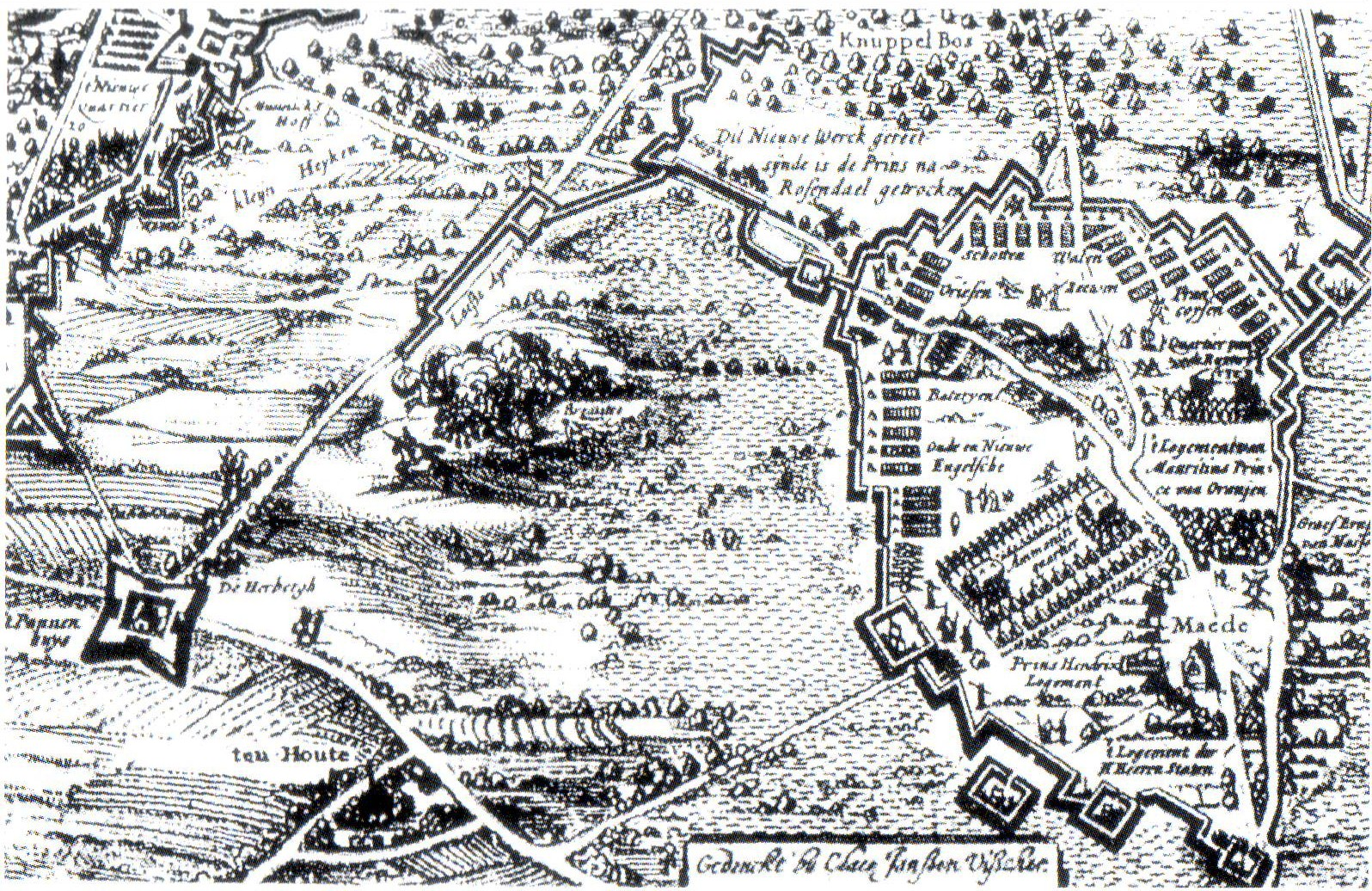
Rechts van de kaart het Staatse bivak bij Made met naderingsloopgraven in de richting van de Spaanse circumvallatielinie (linksboven op de kaart)

Op 10 september zette Maurits, die in het oosten van de Republiek verbleef, met zijn leger koers naar Kleef. Van daaruit trok hij op 16 september via Grave naar Megen en Alem en tot slot bereikte hij op 28 september Raamsdonk en Geertruidenberg. Op 30 september trok het leger naar Made via een pontonbrug die over de Donge geslagen was. Daar liet Maurits ter verdediging een aarden wal om het kamp aanleggen, van waaruit een naderingsloopgraaf gegraven werd in de richting van de Spaanse circumvallatielinie. Het Staatse leger bestond volgens Pieri toen uit 25.000 man voetvolk en 2.400 ruiters, te weinig voor een frontale aanval. Het doel van de aanwezigheid bij Made, op zo'n 3 tot 4 km ten noorden van de Spaanse verdedigingswerken, was vooral te voorkomen dat Spinola genoeg man kon vrijmaken voor een bestorming op de stad. Toen Spinola vernam dat de Staatsen zich in Made legerden, liet hij de Spaanse linie aan die kant extra beveiligen door soldaten van de algemene reserve. De beide verdedigingslinies tegenover het Staatse leger waren nog niet helemaal af, zodat er daar een gat in de verdediging was.
De belegering van Breda was groot nieuws in Europa en trok veel bekijks van hooggeplaatste burgers en legeraanvoerders. Zo kwam de Poolse prins Wladislaus Wasa op uitnodiging van Isabella, de landvoogdes van de Zuidelijke Nederlanden, naar Brussel waar hij enige tijd verbleef. Toen hij de insluitingswerken wilde bezoeken kreeg Spinola van Isabella de opdracht om de Poolse prins met 1.000 ruiters op 25 september te escorteren naar Breda. Daar kwam hij aan op 26 september en na een aantal dagen te hebben doorgebracht bij de belegeraars vertrok de prins weer met zijn 1.000 ruiters. Omdat een groot deel van de Spaanse ruiterij de Poolse prins moest begeleiden, werd er gevreesd voor een aanval van Maurits die op dat moment met het leger bij Made verbleef. Een aanval bleef echter uit. Later schreef Frederik Hendrik in zijn memoires dat een aanval een goede kans van slagen zou hebben gehad, omdat een groot deel van de Spaanse ruiterij weg was en de verdedigingswerken nog niet voltooid waren.
Naast de Staatsen meden echter ook de Spanjaarden een beslissend gevecht: daarvoor zouden veel soldaten nodig zijn, die de stad op dat moment niet tegen bevoorrading zouden kunnen beschermen.

#### Pogingen om de Spaanse bevoorrading te belemmeren
Maurits was zich ervan bewust dat het Staatse leger niet groot genoeg was om Breda te ontzetten met een grote aanval en koos er daarom voor om te proberen de Spaanse bevoorrading zodanig te belemmeren, dat Spinola het beleg zou moeten opgeven door gebrek aan voedsel. Er waren al Staatse ruiters in Wouw gelegerd die regelmatig konvooien overvielen, maar om de aanvoerweg te kunnen afsnijden zou men Antwerpen moeten veroveren. Eerst probeerde Maurits Antwerpen te veroveren door een list. Het Steen van Vlaanderen, zoals het kasteel van Antwerpen genoemd wordt, werd bewaakt door ongeveer 80 man, die ziek of te oud waren om aan het beleg deel te nemen. In de nacht van 12 op 13 oktober 1624 vertrokken Staatse troepen verkleed als Spaanse soldaten en met wagens bedekt met Bourgondische kruisen naar Antwerpen. Die nacht was het erg donker en de wind waaide in de richting van de Staatse troepen zodat ze ongemerkt het kasteel konden bereiken. Toen ze een gat in de poort trachtten te slaan, werden ze echter ontdekt door een Spaanse wacht die een musketschot loste waarmee het kasteel gealarmeerd werd. Direct werd de Staatse actie afgebroken, en de soldaten vluchtten met achterlating van alle gereedschappen en bootjes.
Later probeerden Staatse troepen opnieuw het kasteel van Antwerpen in te nemen, maar toen zij 's nachts de vestingstad naderden, zagen zij vuurtjes op de vestingwallen waardoor ze dachten dat ze ontdekt waren, en trokken zich terug.
Toen de waterstand in de winter steeg, werd het voor de Spanjaarden onmogelijk geacht om Breda nog te bestormen. Daarop trok Maurits met een deel van het leger op 22 oktober weg uit Made naar een meer comfortabele en veilige plek bij Roosendaal, ten zuidwesten en op een grotere afstand van Breda. Frederik Hendrik vertrok op diezelfde dag met het andere deel van het leger via Geertruidenberg naar Sprang, ten noordoosten en eveneens op grotere afstand van Breda. Op 24 oktober 1624 nam Frederik Hendrik zijn intrek in het hoofdkwartier in de Langstraat. Dat was een vrij nieuw en ruim woonhuis aan de Groote Straat in Waalwijk. Hij verbleef daar met tussenpozen tot 29 juli 1625. Op 2 juni legde hij te Waalwijk de eed af als stadhouder van Holland en Zeeland. Op 6 juli liet de prins zich beëdigen als stadhouder van Overijssel, op 9 juli van Utrecht en op 25 juli van Gelderland. Alle plechtigheden vonden plaats te velde, dus in Waalwijk.

#### Pogingen om Breda te bevoorraden
Begin december werd duidelijk dat de Staatsen de bevoorrading van het Spaanse leger niet genoeg konden hinderen. Omdat er maar tot mei 1625 voor de burgerij voldoende voedsel aanwezig was, koos de legerleiding ervoor om in december door de linies heen te breken en de stad met schepen te bevoorraden. Op 10 december was het volle maan en zou het water hoog staan, waardoor het mogelijk was met grote schepen de Mark op te varen. Maar uiteindelijk werd de aanval afgelast omdat door de ongunstige windrichting het zeewater niet de Mark werd opgestuwd.
Ook probeerde Maurits een grote dam in de Mark te bouwen in de buurt van Zevenbergen waar de Roode Vaart op de Mark uitkomt, en toen dat mislukte nog eens ten oosten van die plek. Een poging om de Beemden bij Breda te laten overstromen, waardoor ze voor beladen roeiboten bevaarbaar zouden worden, mislukte eveneens.

#### Poging tot ontzet
Op 23 april 1625 overleed prins Maurits na een korte ziekte. Zijn opvolger als bevelhebber van het leger was zijn halfbroer Frederik Hendrik. Hij wilde met goedkeuring van de Staten van Holland nog een laatste poging wagen om de stad te bevrijden. In Geertruidenberg werd een grote troepenmacht bijeengebracht van 40.000 man voetvolk en 6.000 à 7.000 ruiters. Voor Spinola was het door tegenstrijdige berichtgeving niet duidelijk wat het doel was van dit leger. Hij wist niet of 's-Hertogenbosch, het vak Teteringen of Wesel aangevallen zou worden, of dat de bevoorrading het doelwit zou zijn. Voor de zekerheid liet Spinola de bevoorradingscorridor en het vak Teteringen versterken met troepen van de algemene reserve.
Het Staatse leger werd op 2 mei gesplitst: de prins trok met zijn leger naar 's Gravenmoer en zijn generaal graaf Ernst van Mansfeld ging naar het wat zuidelijker gelegen Dongen. Omdat Frederik Hendrik geen beslissend gevecht aan wilde gaan met de algemene reserve van Spinola, koos hij voor een snelle verrassingsaanval op het vak Terheijden.
Van het totale leger werden 5.000 ruiters en 975 man voetvolk geselecteerd die deel zouden uitmaken van de aanvalsmacht. De rest van het leger vestigde zich achter de rivier de Donge, een natuurlijke barrière. Volgens het plan zou het voetvolk het dorp Terheijden bezetten, waarna de ruiterij, die buiten Terheijden zou wachten, de Hartelbergen zou bestormen. Graaf Mansfeld moest troepenbewegingen uitvoeren in de buurt van het vak Teteringen om daarmee de indruk te wekken dat ze aan die kant zouden aanvallen. Wanneer alle obstakels die de scheepvaart zouden kunnen belemmeren op de Mark waren opgeruimd, moest Ernst Casimir van Nassau, een neef van Frederik Hendrik en stadhouder van Friesland, de vanuit Roosendaal varende schepen escorteren om Breda te bevoorraden en het garnizoen af lossen.

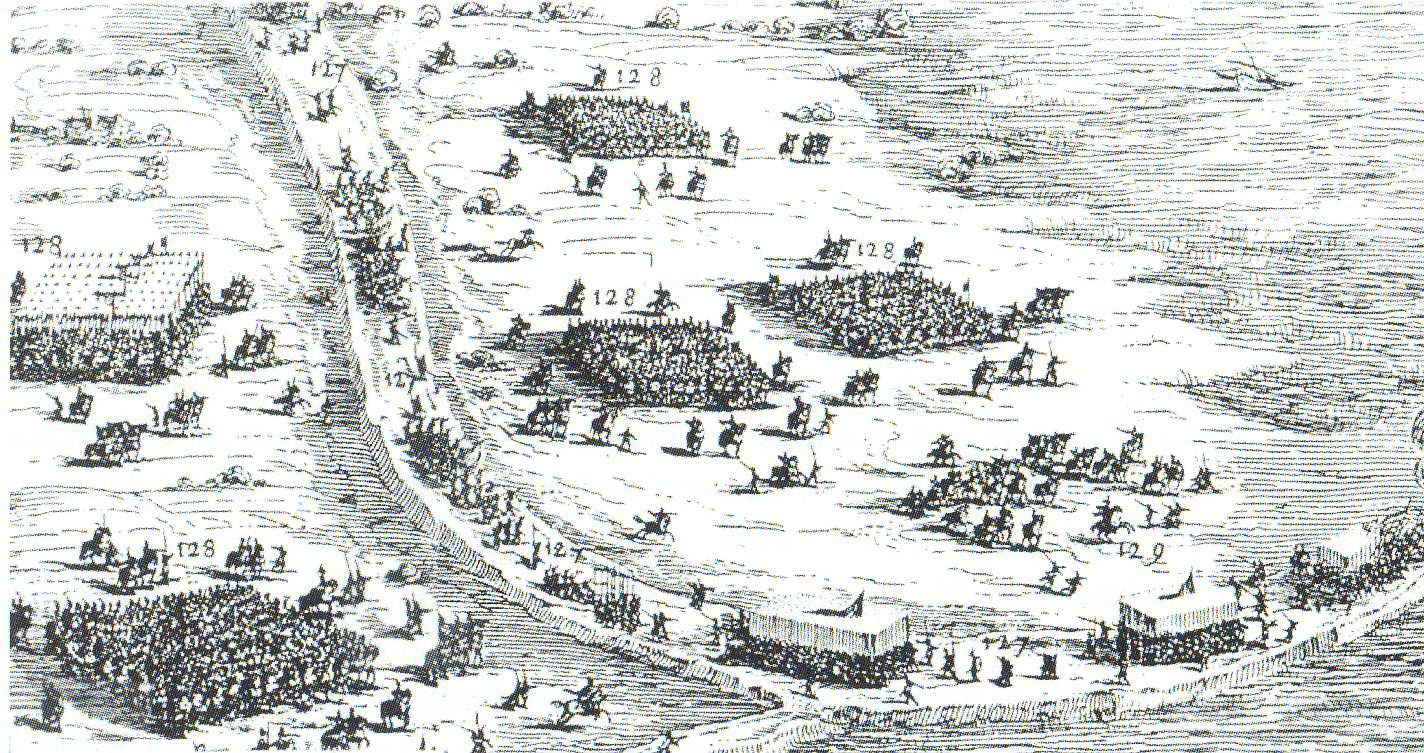
Aanval op Terheijden. Het voetvolk zet koers richting de verdedigingswerken terwijl de ruiterij wacht totdat het dorp bezet is

Op 15 mei vertrok de aanvalsmacht naar Terheijden. Daar werd een redoute eenvoudig met gebruik van handgranaten ingenomen. Een Spaanse patrouille hoorde de knallen en sloeg alarm in het kamp. Om de tamboer te veroveren die dichter bij het kamp lag, viel een deel van het leger de flank aan en het andere deel de voorkant. Bij de omtrekking om de tamboer werd ook een lunet veroverd; de verdedigers zagen de Staatsen aan hun open kant aankomen, en sloegen op de vlucht. De verdedigers van de tamboer konden vervolgens in de rug aangevallen worden, waarop ook zij ervandoor gingen. Toen Roma, de commandant van de sector, zag wat er gebeurde, stuurde hij een compagnie Italianen op de Staatse soldaten af, die tevergeefs probeerden om de Staatsen te verslaan. Het laatste verdedigingswerk voor de Hartelbergen, een schans, moest op handen en voeten door de soldaten beklommen worden, omdat er geen stormladders aangekomen waren. De schans werd verdedigd door piekeniers en de klimmende soldaten waren daarbij een makkelijk doelwit. Toen de Staatsen ten slotte aan de winnende hand waren kwam Baglione, de commandant van de Hartelbergen, te hulp met ruiters en voetvolk. De aanval werd afgebroken en de Staatse soldaten trokken zich terug.
Hoewel de aanval mislukte, was Spinola wel geschrokken, omdat de circumvallatielinie bijna was doorgebroken en de Staatsen daarna Breda hadden kunnen bevoorraden. Spinola achtte de kans niet klein dat er aan die kant van de linie opnieuw een poging gewaagd zou worden, en gaf het bevel de verdedigingswerken daar te verbeteren. Ongeveer 200 à 400 Staatse militairen werden bij deze aanval uitgeschakeld.

### Overgave

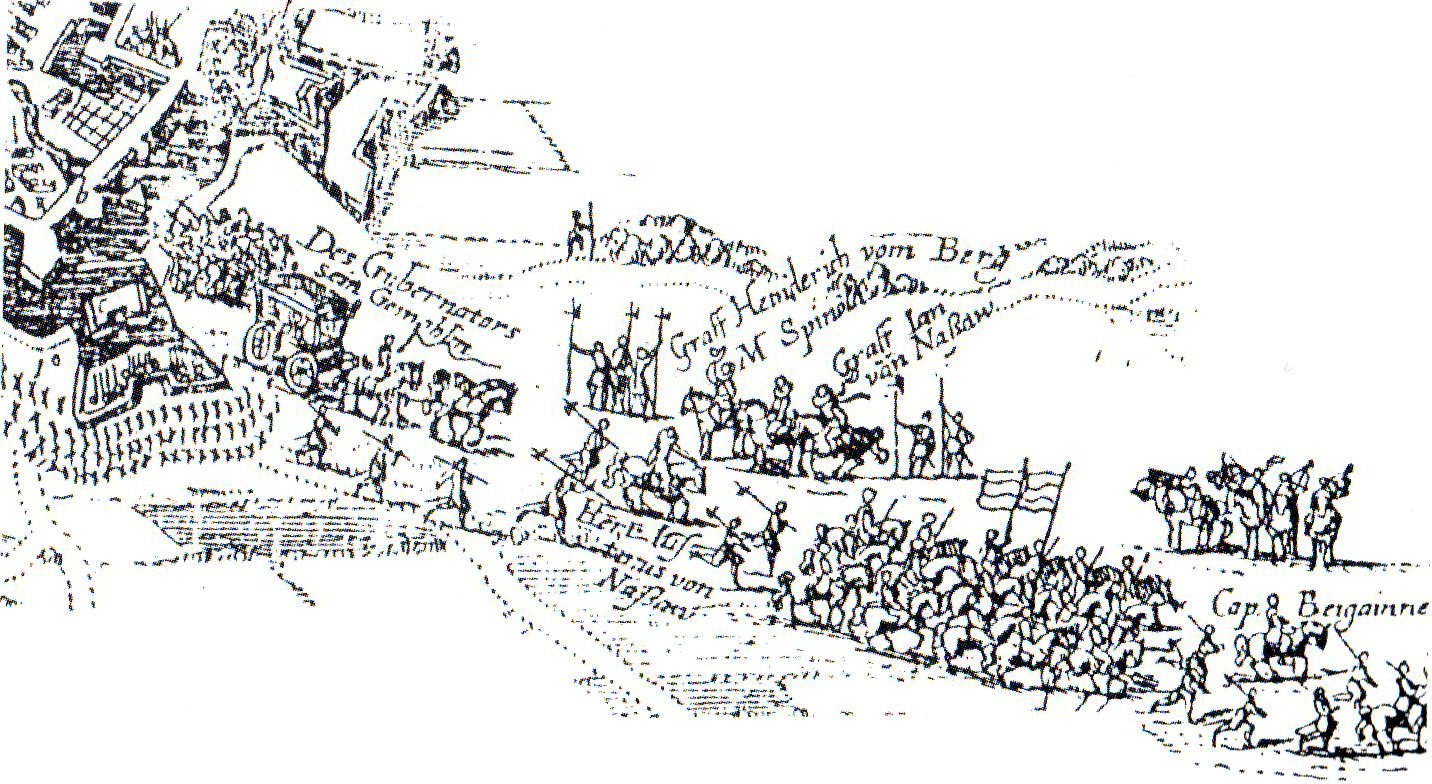
Terugtocht van het Bredase garnizoen na de capitulatie

Na de mislukte poging de linie te doorbreken, besloot Frederik Hendrik zich terug te trekken. Op 24 mei stuurde hij een vercijferde brief in tweevoud naar Justinus, de gouverneur van Breda, waarin stond dat de overmacht van Spinola te groot was en de insluitingswerken te sterk waren en dat hij zich daarom tegen zo gunstig mogelijke voorwaarden mocht overgeven. Ook moest Justinus met een aantal lichtsignalen seinen voor hoeveel dagen de stad nog voedsel had. Die nacht werden er 11 fakkels ontstoken: er was dus nog voedsel tot 5 juni.
Omdat Spinola een bericht had kunnen onderscheppen en ontcijferen wist hij van de voedselsituatie in de stad en dat er binnenkort een capitulatieaanbod zou komen vanuit Breda. In plaats van op dat aanbod te wachten zond hij een boodschapper met het verzoek om onderhandelingen. Justinus stuurde de boodschapper terug met het bericht dat de stad spoedig ontzet zou worden, wellicht om te laten zien dat hij niet met de rug tegen de muur stond. Een tweede boodschapper die naar Breda ging met de ontcijferde brief in de hand, werd eveneens teruggestuurd. Bij de derde maal ging Justinus er wel op in en werden er met onder meer Hendrik van den Bergh besprekingen gehouden in een legertent buiten de vestingwerken.
Spinola bleek erg hoffelijk te zijn. Al Justinus' voorwaarden zouden worden ingewilligd op een na: godsdienstvrijheid binnen het Spaanse Breda. Op 2 juni werden de capitulatievoorwaarden door Spinola en Justinus getekend. Volgens een in die tijd gebruikelijke afspraak kregen de Bredase verdedigers een eervolle aftocht. Op 5 juni 1625 omstreeks 9 uur 's morgens begaf het garnizoen zich naar Geertruidenberg, bewapend, met wapperende vaandels, tromgeroffel en trompetgeschal.

## Nasleep
Het turfschip waarmee Breda 35 jaar eerder door de Staatsen was ingenomen en dat sindsdien ieder jaar het middelpunt was geweest van de feestelijkheden van de herdenking, werd na de komst van de Spanjaarden in de stad op 13 juni verbrand. Ook stukken uit het stadsarchief die betrekking hadden op de list werden niet gespaard. Zo wilden de Spanjaarden en Italianen in Spaanse dienst de schandvlek uitwissen. De verovering van Breda was wereldnieuws. Nederlandse, Spaanse, Italiaanse en Engelse kranten en pamfletten publiceerden het nieuws over de capitulatie van Breda.
Spinola werd na het beleg door de Spaanse koning Filips IV benoemd tot grootcommandeur in de orde van Sint Jacob. Ook werd hij gefeliciteerd in een brief door paus Urbanus VIII. Justinus werd door de Staten Generaal tijdens hun vergadering bedankt voor zijn bewezen goede diensten.
Nog tijdens het beleg van Breda werd door de Spaanse Raad van State (Consejo de Estado) in mei 1625 besloten geen andere steden meer te belegeren, ook al waren de Spaanse ministers zich bewust van de verzwakte positie van de Republiek; de kosten voor het onderhoud van zo'n groot leger waren te hoog. In plaats van een offensief werd gekozen voor een defensieve oorlog waarbij het leger voor een groot deel werd ingekrompen. In de opvolgende jaren verslechterde de financiële positie van Spanje, terwijl die van de Republiek beter werd, door nieuwe accijnzen en financiële steun vanuit Frankrijk. In 1625 raakte Engeland betrokken bij de oorlog met Spanje en later, in 1628 brak er ook tussen Frankrijk en Spanje een oorlog uit. Deze ontwikkelingen, samen met de verovering van de Zilvervloot door Piet Hein, veranderden de verhoudingen in de Lage Landen.
In Breda waren de katholieke inwoners zeer gelukkig met de inname door Spanje, die nu eindelijk weer hun geloof vrij konden beleven. Een groot deel van de protestantse bevolking trok juist weg naar omliggende dorpen of naar steden in de Republiek. Hoeveel precies weet men niet, maar bij de census van 1631 stonden er 700 huizen leeg en werden er 2702 inwoners geteld. De nieuwe gouverneur van de stad werd de commandant van Spinola, Van Balacon. De stad zelf ging als voltallig lid weer deel uitmaken van het Hertogdom Brabant. Breda bleef een bolwerk dat gebruikt werd voor invallen in de Republiek. Breda zou nog 12 jaar in Spaanse handen blijven voordat het op 11 oktober 1637, na een beleg van nog geen drie maanden, heroverd werd door Frederik Hendrik.

## Culturele verwerkingen

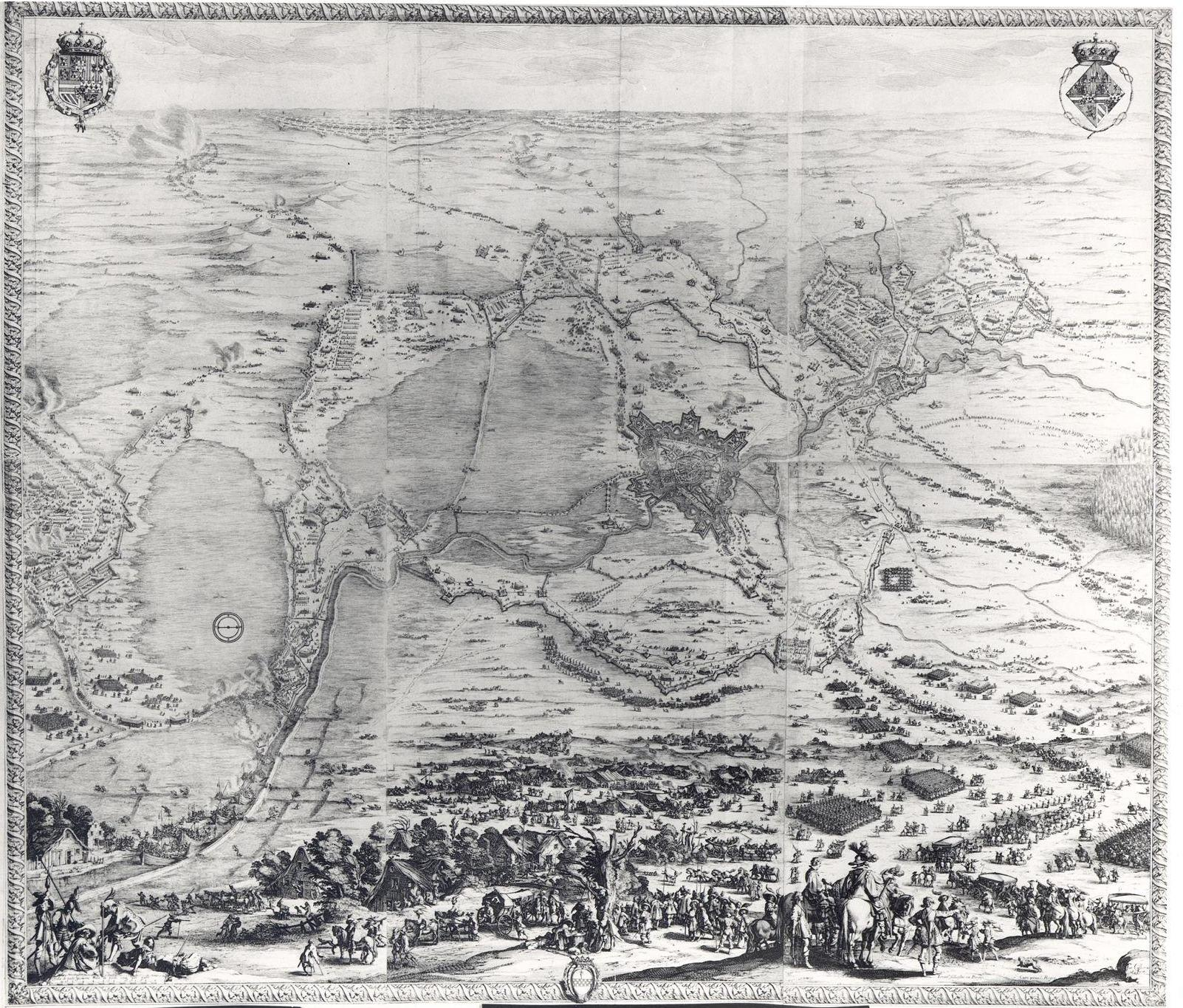
Le Siège de Bréda door Jacques Callot die hij maakte in opdracht van de landvoogdes Isabella.

Veel kunstenaars, onder wie letterkundigen, graveurs en schilders hebben zich gewijd aan de Spaanse overwinning op Breda van 1625. Het verslag "Obsidio Bredana", geschreven door de Spaanse jezuïet Herman Hugo, vertelt uitgebreid het verloop van het beleg en is daarom gebruikt door kunstenaars om een beeld te krijgen van het beleg. Zijn versie was oorspronkelijk in het Latijn geschreven, maar vertalingen ervan kwamen ook in het Spaans, Engels en Frans. Opmerkelijk is dat Frederik Hendrik de Franse versie bezat en daar bij de belegering van Breda in 1637 dankbaar gebruik van maakte.

### Kopergravure
Van het beleg is door Jacques Callot met zes gegraveerde koperplaten een kaart gemaakt, genaamd Le Siège de Bréda, die scènes bevat van het beleg, waaronder de uittocht en de aanval op de Hartelbergen. Deze uit Nancy afkomstige kunstenaar was in dienst van hertog Karel IV van Lotharingen; hij werd hartelijk bedankt voor het uitlenen van de kunstenaar door landvoogdes Isabella. De kaart bevat een begeleidende tekst met de belangrijkste gebeurtenissen die genummerd zijn en die verwijzen naar scènes op de kaart.

### Toneel
El Sitio de Bredá is een toneelstuk van Pedro Calderón de la Barca over het beleg van Breda, geschreven in 1628. Hoewel de schrijver gebruik heeft gemaakt van verschillende bronnen is het fictie, geen historische weergave. Calderón heeft ingrepen gepleegd om het stuk te dramatiseren, en ook is het vanuit een Spaans oogpunt geschreven: het Spaanse leger en zijn officieren zijn de 'goeden'. De meeste overeenkomsten met het werkelijke beleg komen tot uitdrukking in de scène waarin de onderhandelingen worden gehouden. Een fantasie van de schrijver is de liefdesscène tussen stadhouder Frederik Hendrik en de half-fictieve oorlogsweduwe Flora.

### In fictie
Uitgebreid komt het beleg voor in het boek El sol de Breda (De zon over Breda, Baarn 2000) uit 1998 van Arturo Perez-Reverte, een historische thriller die deel uitmaakt van de serie De avonturen van Kapitein Alatriste. Het verhaal gaat over het beleg door de ogen van een vijftienjarige Spaanse soldaat. In 2007 kwam er een film uit over deze Spaanse fictieve held (Alatriste), waarin hij tijdens het beleg kruitvaten moet aanbrengen in de gegraven tunnels onder de stad. Als hij aan de ontploffing weet te ontsnappen verneemt hij dat het beleg net is opgeheven.

### La rendición de Breda

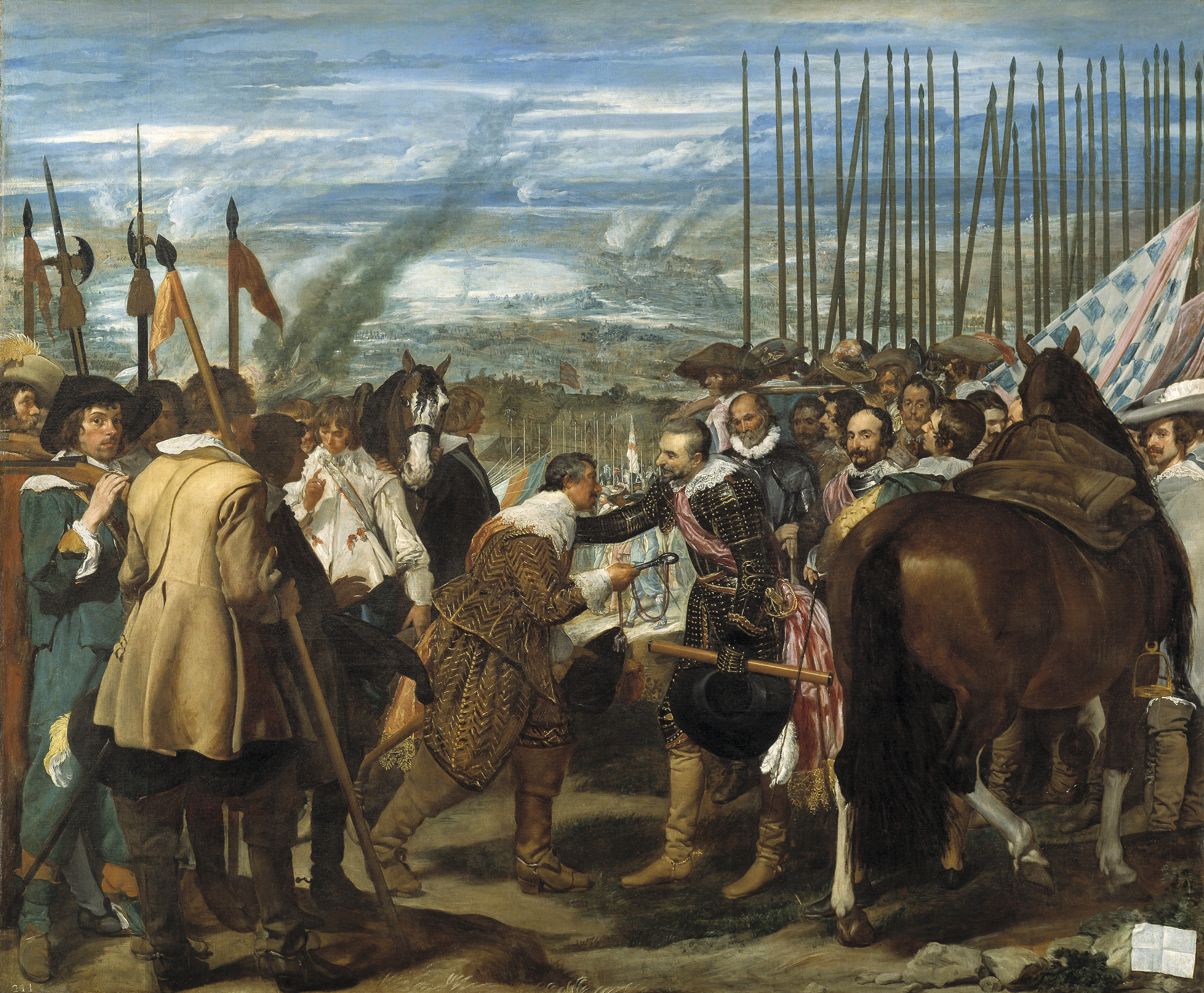
De overgave van Breda (Diego Velázquez, 1634)

In opdracht van Filips IV van Spanje vervaardigde de kunstschilder Diego Velázquez in 1634–1635 het schilderij met de titel "La rendición de Breda" (De overgave van Breda). Vanwege de Spaanse piekeniers op het schilderij is het ook bekend onder de bijnaam "Las lanzas" (De lansen). Het hangt in het Museo del Prado te Madrid. Op het schilderij is aan de linkerkant Justinus afgebeeld die van zijn paard afgestegen is om de sleutels van Breda met een kniebuiging aan Spinola te overhandigen. Aan de rechterkant staat Spinola die, voordat hij de sleutels aanneemt, vriendschappelijk zijn hand op de schouder van Justinus legt. Waarschijnlijk heeft een echte sleuteloverhandiging niet plaatsgevonden, maar de hoffelijkheid die hier wordt verbeeld was er zeker. Dat blijkt onder andere ook uit het bevel dat Spinola gaf om het Bredase garnizoen te laten vertrekken zonder dat de Spaanse troepen tekenen van vreugde of vijandigheid mochten geven. Ook schreef een Spaanse geestelijke dat Justinus Spinola groette bij de uittocht uit Breda.

## Recente ontwikkelingen

### Overblijfselen van het beleg
Na het beleg werden de circumvallatie- en contravallatielinies en de bijbehorende redoutes en schansen rondom Breda snel ontmanteld door de Spanjaarden, om te voorkomen dat het Staatse leger ze zou kunnen gebruiken om te proberen Breda met een beleg meteen te heroveren. De grachten werden gevuld met de aarde van de wallen.
Hoewel de belegeringswerken werden ontmanteld, zijn er bij een archeologische opgraving restanten gevonden van een greppel die vermoedelijk gebruikt werd door Spinola's leger. Het gaat om een redoute uit de circumvallatielinie met een omgracht terrein van 29 bij 30 meter. Het onderbroken deel in de gevonden gracht werd gebruikt als toegang tot de redoute. Ten noorden van de redoute werd in de linie een redan aangetroffen die voor een deel is doorsneden door een greppel van een legerkamp dat gebruikt werd door troepen van Frederik Hendrik in het beleg van 1637.
De Spinolaschans of Grote Schans die de land- en waterweg in de richting van Breda moest beheersen, werd net als alle andere belegeringswerken ontmanteld in 1625, maar bij het beleg van Breda door Frederik Hendrik in 1637 werd op dezelfde plek opnieuw een schans opgeworpen, die pas in 1952 zijn verdedigingsfunctie verloor. Tegenwoordig maken de overblijfselen van de schans deel uit van een natuurgebied.

## Voetnoten
1. ↑  A continuation of all the principall occurrences which hath happened to the Leaguers lying before Breda : shewing into what great extreamity and necessity the armie of the Marquesse Spinola is likely to fall into for want of prouision and pay: for which causes he hath already lost aboue 12000 men. With a relation of the forces that are now a leauying vnder, and for the command of Count Mansfield, and the Duke of Brunswicke, by Collonell Smith, and Captaine Daniel de la Riue, with expectation Uit een boek (1625) door B. A[lsop] voor Thomas Archer, waarin wordt gesteld dat Spinola 12.000 man heeft verloren.
2. ↑  J.I. Israel p. 531
3. ↑  J.I. Israel p. 535
4. ↑  R.de Graaf p. 455
5. ↑  S.A. Vosters deel I, p. 36
6. ↑  J.P.M. Rooze en C.W.A.M. Eimermann blz. B4
7. ↑  J.I. Israel p. 539
8. ↑  J.P.M. Rooze en C.W.A.M. Eimermann blz. A17
9. ↑  J.P.M. Rooze en C.W.A.M. Eimermann blz. A20
10. 1 2  G. G. van der Hoeven: Geschiedenis der vesting Breda, op Google books Uitgever: Schiedam : Interbook International, [1974]
11. ↑  J.P.M. Rooze en C.W.A.M. Eimermann blz. A21
12. ↑  J.P.M. Rooze en C.W.A.M. Eimermann blz. A28
13. ↑  J.P.M. Rooze en C.W.A.M. Eimermann blz. A29
14. ↑  J.P.M. Rooze en C.W.A.M. Eimermann blz. A67
15. ↑  J.P.M. Rooze en C.W.A.M. Eimermann blz. A41
16. ↑  J.P.M. Rooze en C.W.A.M. Eimermann blz. A40
17. ↑  J.P.M. Rooze en C.W.A.M. Eimermann blz. A43
18. ↑  J.P.M. Rooze en C.W.A.M. Eimermann blz. A45
19. ↑  J.P.M. Rooze en C.W.A.M. Eimermann blz. A54
20. ↑  J.P.M. Rooze en C.W.A.M. Eimermann blz. A46
21. 1 2  J.P.M. Rooze en C.W.A.M. Eimermann blz. A47
22. ↑  J.P.M. Rooze en C.W.A.M. Eimermann blz. A48
23. ↑  J.P.M. Rooze en C.W.A.M. Eimermann blz. B1
24. ↑  S.A. Vosters deel I, p. 37
25. 1 2  J.P.M. Rooze en C.W.A.M. Eimermann blz. B13
26. ↑  S.A. Vosters deel I, p. 39
27. ↑  J.P.M. Rooze en C.W.A.M. Eimermann blz. A66
28. ↑  J.P.M. Rooze en C.W.A.M. Eimermann blz. B32
29. ↑  J.P.M. Rooze en C.W.A.M. Eimermann blz. B40
30. ↑  J.P.M. Rooze en C.W.A.M. Eimermann blz. B42
31. ↑  J.P.M. Rooze en C.W.A.M. Eimermann blz. B47
32. ↑  J.P.M. Rooze en C.W.A.M. Eimermann blz. B44
33. ↑  J.P.M. Rooze en C.W.A.M. Eimermann blz. E40
34. ↑  J.P.M. Rooze en C.W.A.M. Eimermann blz. B5
35. ↑  H. Enno van Gelder (1955): De Nederlandse noodmunten van de Tachtigjarige Oorlog, ’s-Gravenhage p. 60-61.
36. ↑  J.P.M. Rooze en C.W.A.M. Eimermann blz. B65
37. ↑  J.P.M. Rooze en C.W.A.M. Eimermann blz. D56
38. ↑  J.P.M. Rooze en C.W.A.M. Eimermann blz. D57
39. ↑  J.P.M. Rooze en C.W.A.M. Eimermann blz. D61
40. ↑  J.P.M. Rooze en C.W.A.M. Eimermann blz. G22
41. ↑  J.P.M. Rooze en C.W.A.M. Eimermann blz. G23
42. 1 2  J.P.M. Rooze en C.W.A.M. Eimermann blz. E58
43. ↑  J.P.M. Rooze en C.W.A.M. Eimermann blz. E60
44. ↑  J.P.M. Rooze en C.W.A.M. Eimermann blz. F48
45. ↑  J.P.M. Rooze en C.W.A.M. Eimermann blz. F53-F57
46. ↑  J.P.M. Rooze en C.W.A.M. Eimermann blz. G32
47. ↑  J.P.M. Rooze en C.W.A.M. Eimermann blz. G53
48. ↑  J.P.M. Rooze en C.W.A.M. Eimermann blz. G57
49. ↑  J.P.M. Rooze en C.W.A.M. Eimermann blz. G62
50. ↑  J.P.M. Rooze en C.W.A.M. Eimermann blz. G67
51. ↑  Leo Nierse: Breda, stad van borderlords en baronnen op Google Books p. 2, Raamsdonksveer: Vèrse Hoeven, cop. 2003.
52. ↑  Simon A. Vosters: Het beleg van Breda in het wereldnieuws p. 35, Delft: Eburon, 1987.
53. ↑  J.I. Israel p. 550-551.
54. ↑  Geschiedenis van Breda II p. 57
55. ↑  Geschiedenis van Breda II p. 55
56. ↑  S.A. Vosters deel I, p. 31
57. ↑  S.A. Vosters (1993) Het beleg en de overgave van Breda in geschiedenis, litteratuur en kunst III, Tekstuitgave met inleiding, vertaling en aantekeningen van Calderón’s “El sitio de Bredá”, ISBN 90-5391-010-7: Gemeentelijke Archiefdienst Breda, p. 1-3.
58. ↑  De sporen van het beleg van Breda in 1625 en 1637 door R.D. Hoegen & H. de Kievith: geraadpleegd op 8 november 2009. Gearchiveerd op 29 januari 2023.
59. ↑  archeologie.breda.nl Spinolaschans 2007 door Onderzoeksbureau BAAC: geraadpleegd op 24 januari 2009
60. ↑  www.bredanassaustad.nl Spinolaschans geraadpleegd op 24 januari 2009
61. ↑  Luchtfoto van de Spinolaschans. Gearchiveerd op 31 mei 2023.